# Loire (département)
Pour les articles homonymes, voir Loire (homonymie).
La Loire (/lwaʁ/) est un département français de la région Auvergne-Rhône-Alpes. Il doit son nom au fleuve qui le traverse du sud au nord sur plus de 100 km. Les habitants sont appelés Ligériens, dérivé du nom latin du fleuve, Liger. L'Insee et La Poste lui attribuent le code 42. Sa préfecture est Saint-Étienne.
Ce département constitue un réservoir écologique considérable, comprenant de nombreuses espèces animales à l'instar de la tymbrale, mais également des espèces protégées.
Il est limitrophe des départements du Rhône, de l'Isère, de l'Ardèche, de la Haute-Loire, du Puy-de-Dôme, de l'Allier et de Saône-et-Loire.
Il est très étiré du nord au sud (136 km séparent la commune d'Urbise au nord dans le canton de Renaison et Saint-Sauveur-en-Rue près de Bourg-Argental) mais ne s'étend que sur 50 km de largeur entre les monts du Forez à l'ouest et les monts du Lyonnais à l'est. Sa superficie de 4 781 km2 en fait un département plus petit que la moyenne.

## Histoire

### Des origines à la création du département

#### La Préhistoire

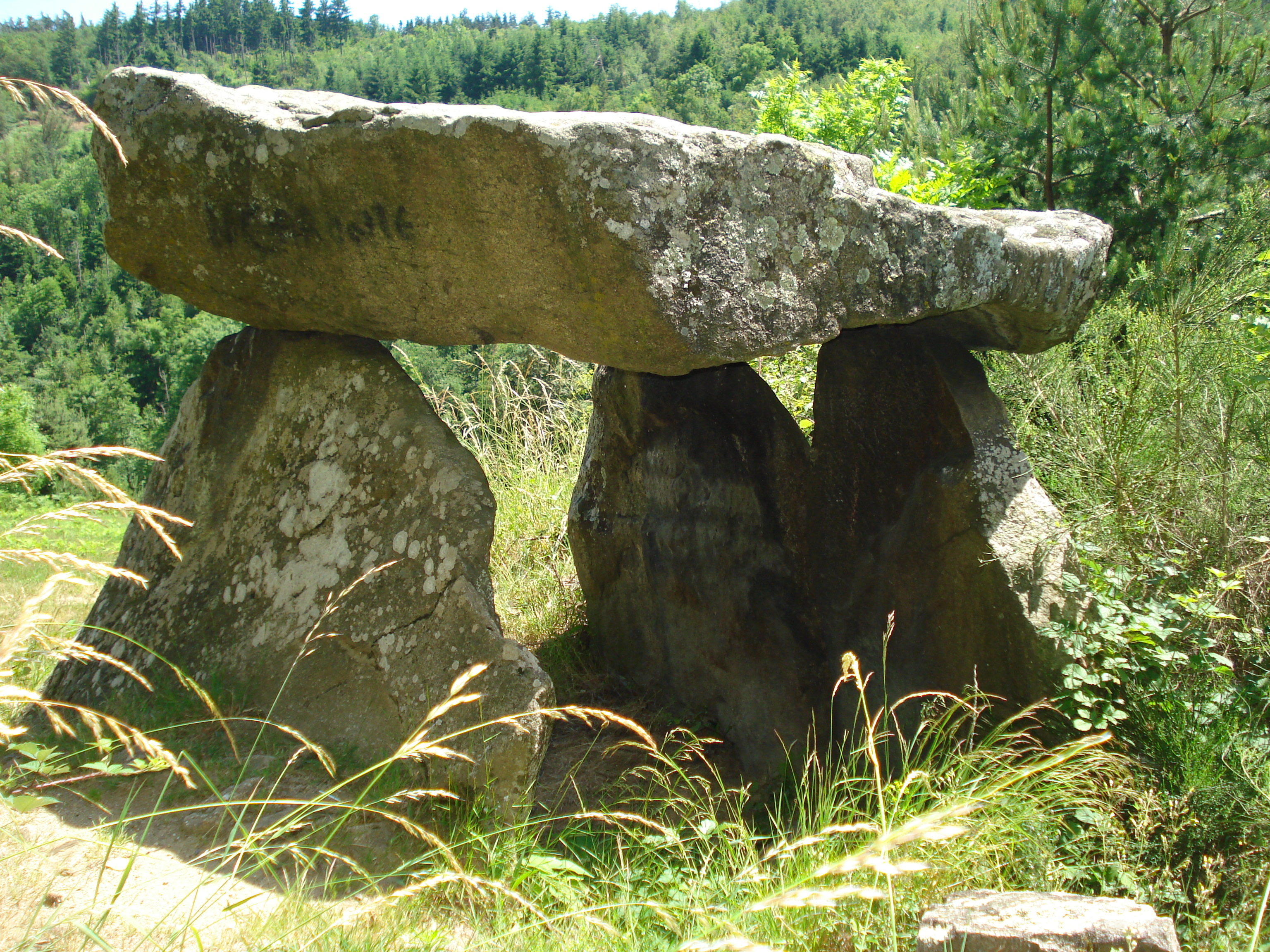
Dolmen de Roche-Cubertelle (Luriecq),.

Dans le département, 261 sites préhistoriques ont été identifiés, principalement le long du fleuve, des rivières et sur des hauteurs. La présence humaine remonterait jusqu'à 100 000 ou 200 000 ans voire au moins 300 000 ans dans le Roannais avec des sites datés de la fin de l'Acheuléen,.
Pour la période du Paléolithique, les 148 sites recensés dans la Loire se trouvent principalement dans le Roannais et, tout particulièrement, pour les plus importants d'entre eux, dans les Gorges de la Loire, aujourd'hui immergés sous les eaux du barrage de Villerest : gisement gravettien de la Vigne-Brun et gisement magdalénien de la Goutte-Roffat à Villerest ; gisement magdalénien du rocher de la Caille et gisement moustérien du Champ-Grand à Saint-Jean-Saint-Maurice-sur-Loire.
Dans le Forez, cette période est représentée par un abri sous-roche à Chalmazel et une grotte à Sail-sous-Couzan. Cette grotte dite des fées a révélé une centaine de silex taillés, issus pour une partie du Magdalénien (17 000 à 12 000 av. J.-C.).
Pour la période du Néolithique, plusieurs habitats ont été identifiés, dont des campements chasséens dans la plaine du Forez et un habitat fortifié à Chambles, ainsi que quatre menhirs, un dolmen, un tumulus, dix ateliers de taille et deux enceintes.

#### La Protohistoire
Des habitats de l'Âge du bronze ont été découverts sur les terrasses alluviales de la Loire, notamment à Chambéon, Saint-Laurent-la-Conche et Craintilleux.
À l'Âge du fer, le peuple des Ségusiaves occupe le territoire qui s'étend, globalement, sur les départements actuels du Rhône et de la Loire. Dans ce dernier département, leurs oppidums ont été identifiés à Chatelard de Lijay (Débats-Rivière-d'Orpra), Essalois (Chambles), Crêt Chatelard (Saint-Marcel-de-Félines) et Joeuvre (Saint-Jean-Saint-Maurice-sur-Loire). De gros bourgs ont été découverts à Feurs, Poncins et Saint-Romain-le-Puy ainsi qu'un réseau d'habitats intercalaires, notamment à Cleppé. Deux nécropoles (Roanne et Feurs) et une tombe à char du monde celtique (Saint-Laurent-la-Conche) ont également été mises au jour par les archéologues.

#### L'Antiquité

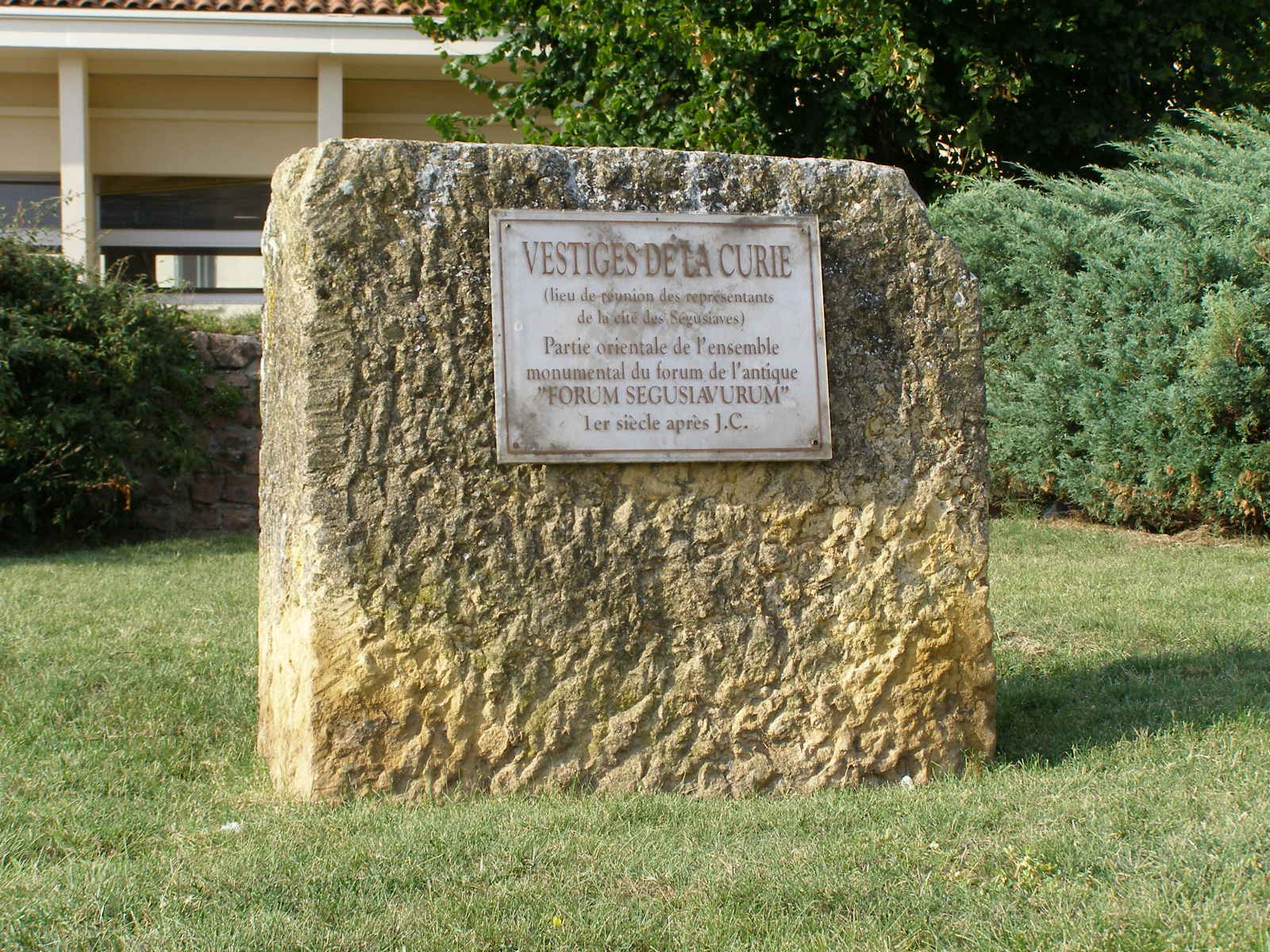
Forum segusiavorum : vestiges de la Curie.

Dans le Livre VII des Commentaires sur la Guerre des Gaules par César, les Ségusiaves sont décrits comme un peuple autonome, allié des Éduens.
Lors de la réorganisation de la Gaule et en particulier de la Gaule lyonnaise dont ils dépendent, les Ségusiaves se voient accorder, par la Rome d'Auguste, le statut politique privilégié de peuple libre (Civitas Segusiavorum Libera). Le territoire se structure alors autour d'une capitale, Forum segusiavorum (Feurs), et de plusieurs agglomérations dont Izieux (poste de garde de l'Aqueduc du Gier, qui alimentait la ville antique de Lyon en eau), Moingt, Saint-Galmier et Sail-les-Bains (stations thermales) ou encore Roanne.

#### Du comté de Forez au royaume de France
Après la disparition de l'Empire romain d'Occident, le Forez, lié au Lyonnais et au Beaujolais, faisait partie du royaume Burgonde, puis de Royaume de Bourgogne. Un comté de Forez se créé par division du comté de Lyon lors du Permutatio (1173). Au XVIe siècle, le Forez entre dans le domaine royal puis intègre la Généralité de Lyon.

### La création du département

La Loire et les provinces qui occupaient son territoire avant 1790.

Le département de la Loire a été créé pendant la Révolution française, en 1793, par scission du département de Rhône-et-Loire en Rhône et Loire. Il est largement issu de l’ancienne province française du Forez. Son numéro initial de 1790 à 1793 était le 68 (Rhône et Loire), et lors de la scission il se voit attribuer le numéro 88 dans la liste des 130 départements français de 1811
Ses chefs-lieux ont été successivement :
- Feurs de 1793 à 1795 ;
- Montbrison de 1795 à 1855 ;
- Saint-Étienne depuis 1855.

Après la victoire des coalisés à la bataille de Waterloo (18 juin 1815), le département est occupé durant trois ans par les troupes autrichiennes de juin 1815 à novembre 1818 (voir occupation de la France à la fin du Premier Empire).

### XXIesiècle
Au 1er janvier 2016 la région Rhône-Alpes, à laquelle appartenait le département, fusionne avec la région Auvergne pour devenir la nouvelle région administrative Auvergne-Rhône-Alpes.

## Emblèmes

### Blason
C'est le blason des comtes de Forez.[réf. nécessaire]
| Blason | Blasonnement : « De gueules au dauphin d'or. » |

## Vie politique et administration

### Administration

#### Administration générale
- Liste des préfets de la Loire

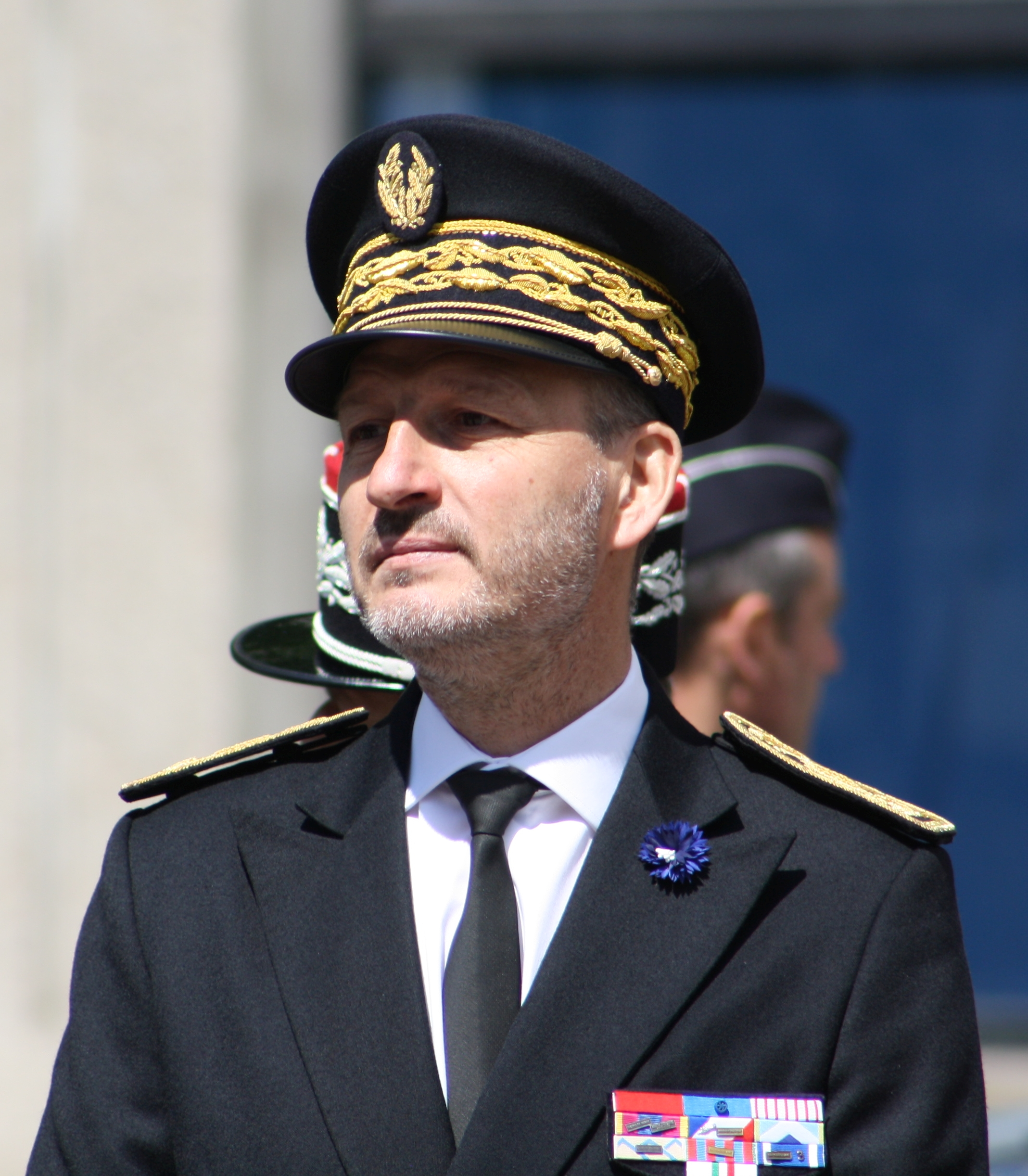
Le préfet Alexandre Rochatte en 2024.

- Alexandre Rochatte est l'actuel préfet de la Loire[16]

#### Les divisions administratives
Le département de la Loire compte 21 cantons et 327 communes. Il est divisé administrativement en trois arrondissements :
- l'arrondissement de Saint-Étienne, composé de 75 communes et de 19 cantons (427 009 habitants) ;
- l'arrondissement de Roanne, composé de 113 communes et de 11 cantons (158 210 habitants) ;
- et l'arrondissement de Montbrison, composé de 135 communes et 10 cantons (186 822 habitants).

### Vie politique et élection
La Loire est un département plutôt marqué à droite même si les élections y sont souvent disputées notamment dans les agglomérations de Saint-Étienne et de Roanne.
On peut opposer des zones urbaines (bassin stéphanois, vallée de l'Ondaine, vallée du Gier, Pays Roannais), à traditions ouvrières, qui votent à gauche aux communes rurales (Monts du Lyonnais, Forez, Pilat) accordant leur voix à la droite.

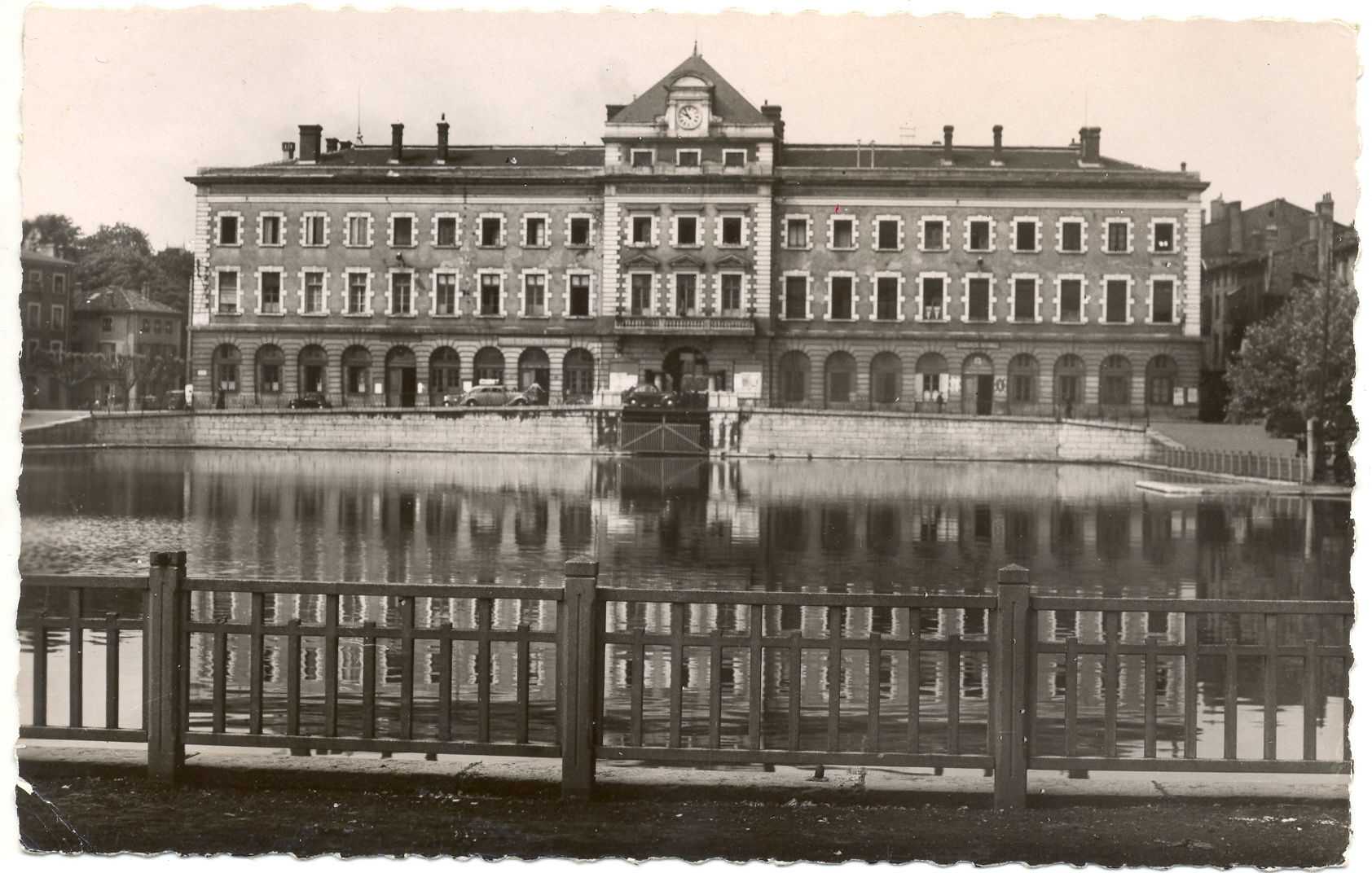
Hôtel de ville de Rive-de-Gier.

Durant les années 1990, le Front national a récolté de très bons résultats. Jean-Marie Le Pen arrivant même en tête au premier tour de l'élection présidentielle de 2002. Après les élections municipales de 2008 les grandes agglomérations sont dirigées par la gauche. Mais depuis les élections municipales de 2014, un revirement de tendance sur les principales villes du département s’opère et sont dirigées par des maires de droite. La droit a nouvemment gagné depuis les élections municipales de 2020 (sauf Rive-de-Gier, qui a élu à Vincent Bony, candidat du Parti communiste français):
- Saint-Étienne (172 569 hab.) : Gaël Perdriau (LR puis Divers droite) ;
- Roanne (35 364 hab.) : Yves Nicolin (LR) ;
- Saint-Chamond (35 586 hab.) : Axel Dugua (LR, chargé comme maire de Saint-Chamond après l'élection de Hervé Reynaud comme senateur en 2023) ;
- Montbrison (16 098 hab.) : Christophe Bazile (Divers droite)
- Saint-Just-Saint-Rambert (15 579 hab.) : Olivier Joly (Divers droite);
- Firminy (17 128 hab.) : Julien Luya (Divers droite)

#### Le Conseil départemental
Le Conseil départemental de la Loire est présidé par Georges Ziegler depuis le 16 octobre 2017.

#### Politique nationale
Les députés de la Loire sont au nombre de 6 :
- Pierrick Courbon, député PS (1re circonscription - nord de l'agglomération stéphanoise) ;
- Andrée Taurinya, députée LFI (2e circonscription - sud de Saint-Étienne) ;
- Emmanuel Mandon, député Modem (3e circonscription) ;
- Sylvie Bonnet, députée LR (4e circonscription) ;
- Antoine Vermorel-Marques, député LR (5e circonscription) ;
- Jean-Pierre Taite, député LR (6e circonscription)

Les sénateurs de la Loire sont au nombre de 4, dont :
- Cécile Cukierman, PCF ;
- Hervé Reynaud, LR ;
- Pierre Jean Rochette, DVD ;
- Jean-Claude Tissot, PS

Le 13 octobre 2023, le maire Yves Nicolin est élu président de l'Association des maires et des présidents d’intercommunalité de la Loire (AMF42).

## Géographie

### Hydrographie
Le réseau hydrographique du département est structuré par la Loire qui lui a donné son nom et le traverse du sud-ouest au nord-est sur une distance de 130 km. Le bassin versant de la Loire s'étend sur plus de 80 % du territoire du département et collecte les eaux d'affluents venus des montagnes qui l'encadrent, parmi lesquels, sur la rive droite, la Coise ou, sur la rive gauche, le Lignon.
Le bassin versant du Rhône au sud-est du département draine les eaux du massif du Pilat et du versant est des monts du Lyonnais collectées principalement le Gier et ses affluents, parmi lesquels la Durèze et le Couzon.

### Environnement, milieux et paysages
Le département abrite des milieux d'importance majeure pour la trame verte nationale.
La Loire possède une grande diversité de paysages, depuis le nord du Roannais qui fait penser aux paysages bourguignons, jusqu'au sud-est du département, au bord du Rhône, avec un type de climat faisant penser à la Provence, en passant par les montagnes du soir ou celles du matin. Ce département, traversé dans sa longueur par la Loire, peut être vu comme un "condensé" des paysages français.

Paysages de la Loire :
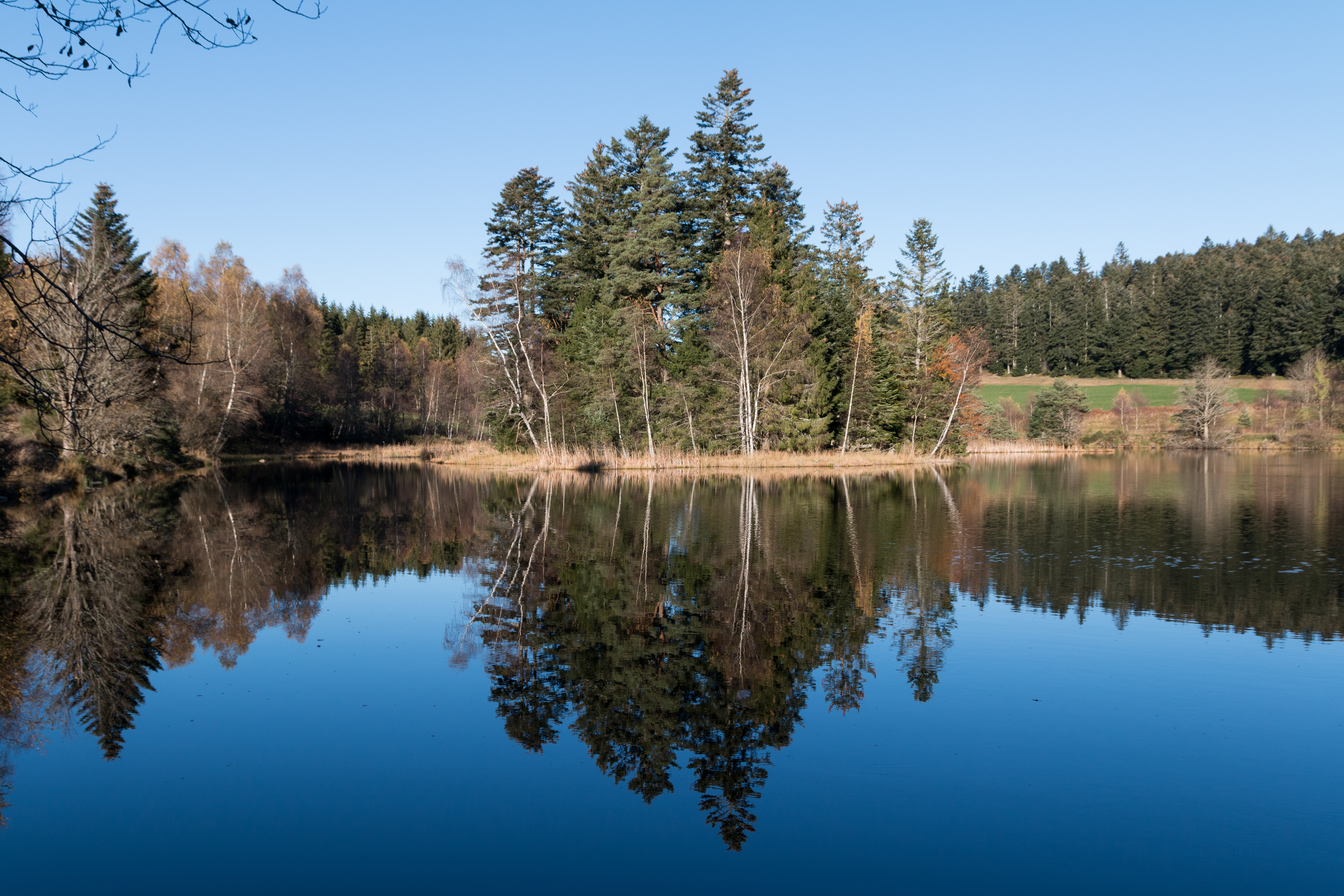
La Tourbière flottante de Saint-Régis-du-Coin dans le parc naturel régional du Pilat, dans le sud-est.
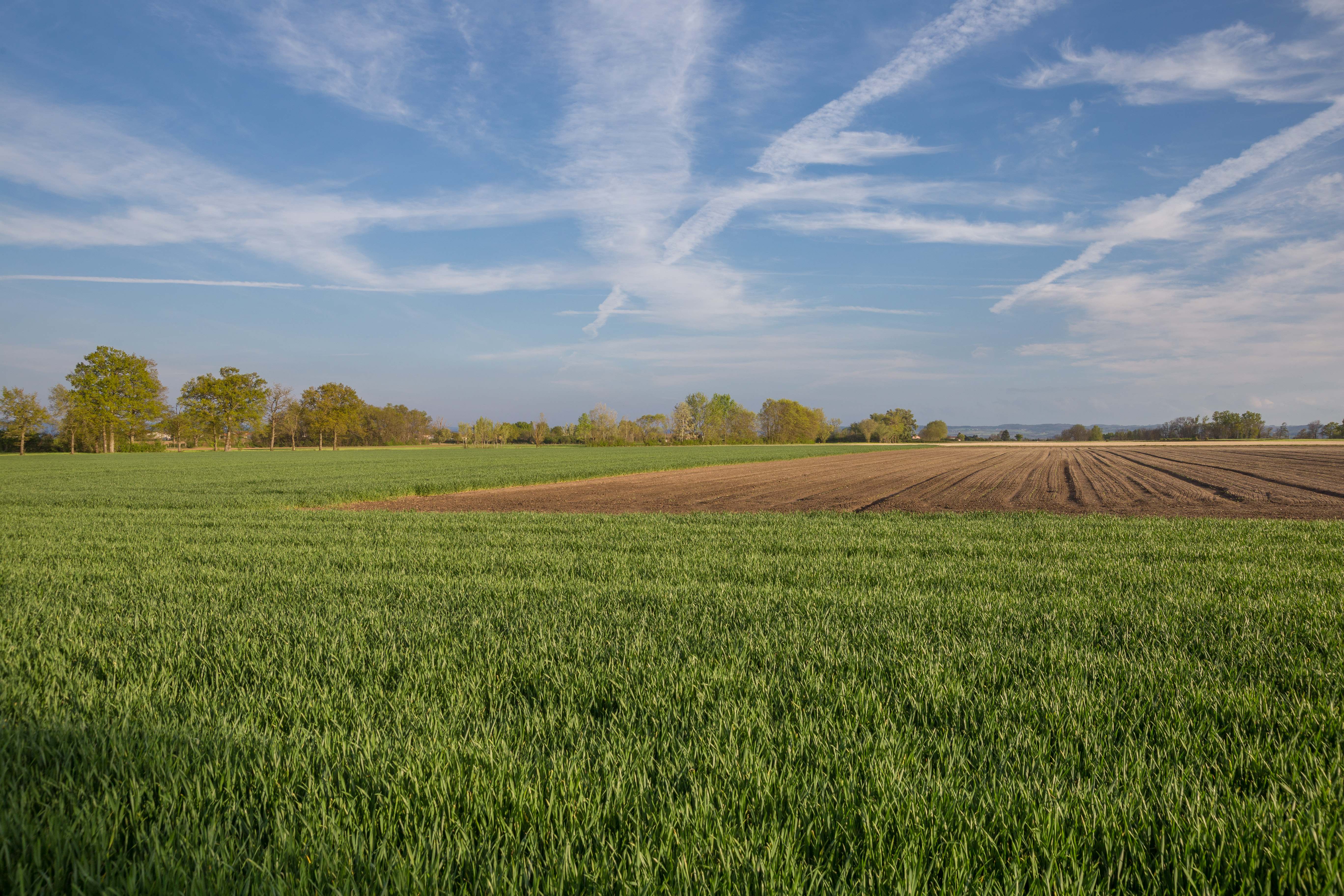
Terres agricoles dans la plaine du Forez, Sury-le-Comtal, vers le centre.
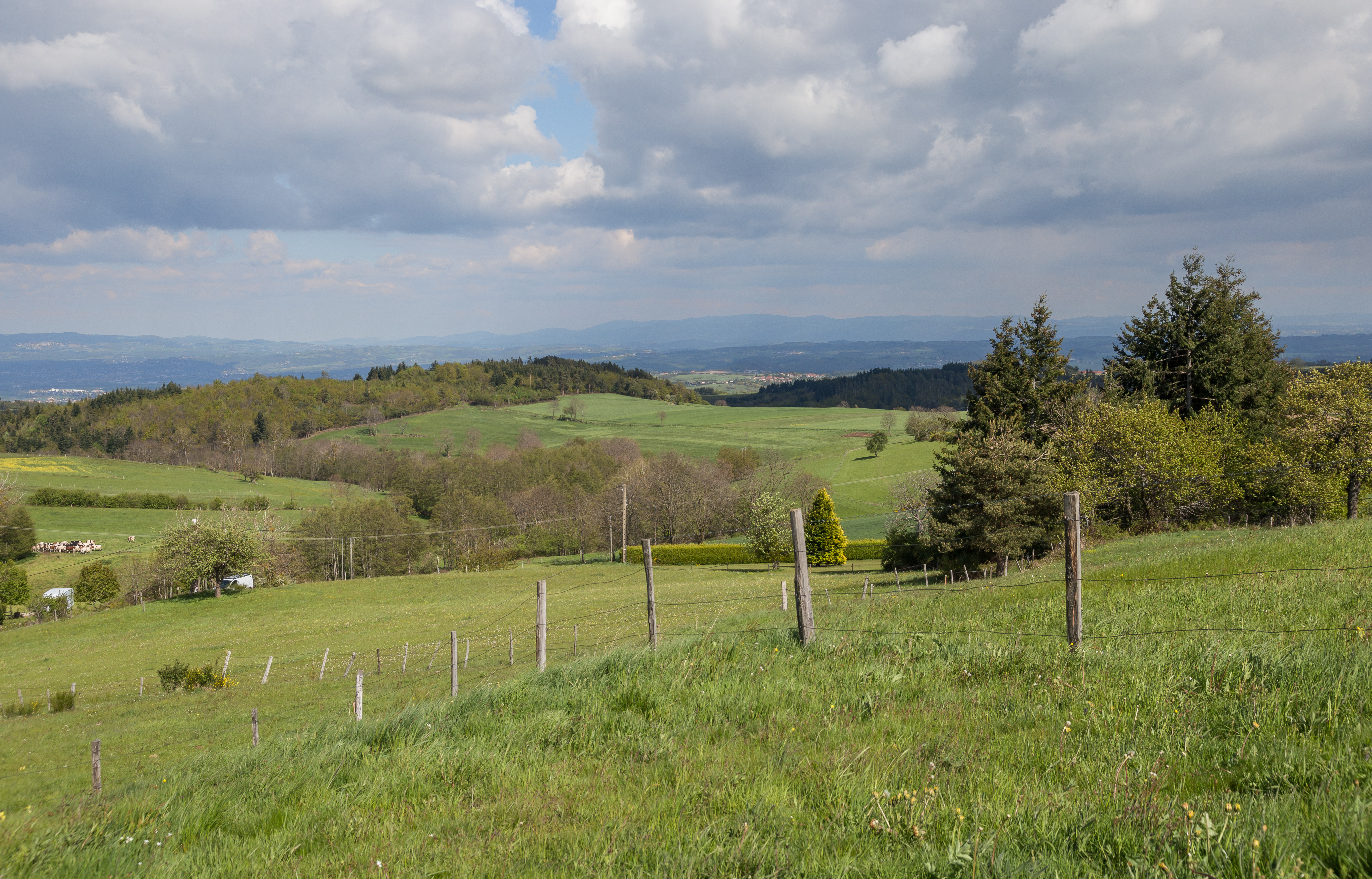
Les monts du Forez depuis la table d'orientation de Marols, dans le sud-ost. À l'arrière-plan, la plaine et les monts du Pilat.
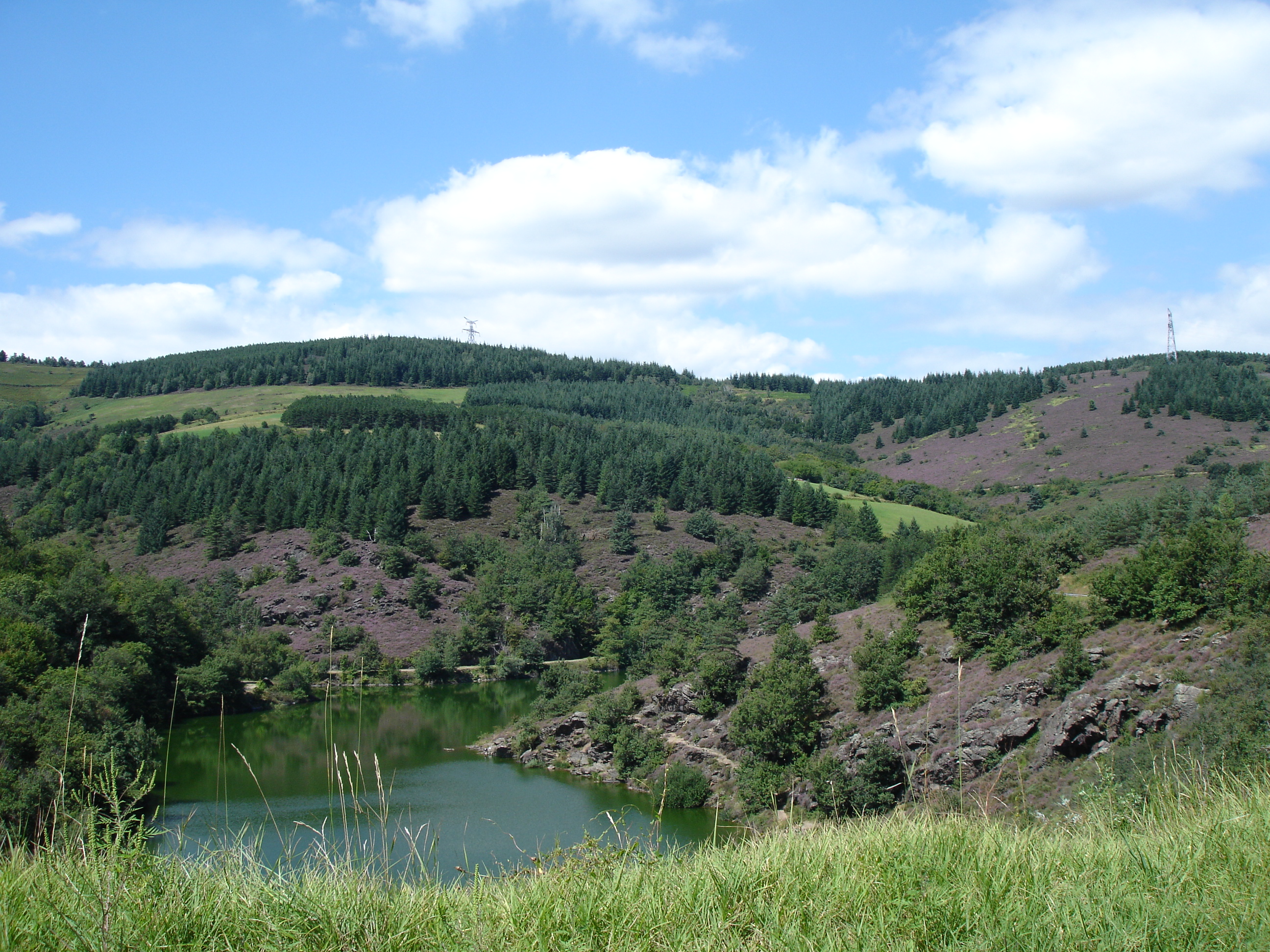
Paysage de bruyères et de conifères autour du lac du barrage de Couzon dans le sud-est.

#### Les montagnes

##### Les monts du Forez

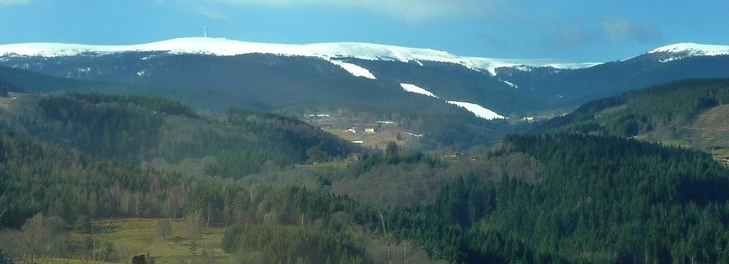
Pierre-sur-Haute (1631 m), point culminant des monts du Forez.

À l'ouest du département, les monts du Forez, appelés localement montagnes du Soir, marquent la limite et le contact entre les anciennes régions Rhône-Alpes et Auvergne. La chaîne culmine à 1 631 mètres d'altitude au sommet de Pierre-sur-Haute, qui constitue également le point le plus haut du département.
Le socle des monts du Forez est constitué de roches magmatiques (granites) et métamorphiques (gneiss). L'édification de la chaîne s'est réalisée au Paléozoïque. Au Tertiaire, le cycle alpin a créé le relief actuel avec des monts et des vallées. Cet épisode se termine par une phase volcanique Miocène. Puis les glaciations du Quaternaire ont érodé le paysage pour donner la forme actuelle.
Vers 1 400 mètres d'altitude, les vastes forêts de hêtres et de sapins, laissent place à des landes et tourbières à la diversité floristique remarquable : les Hautes Chaumes, site classé Natura 2000 qui abrite également la réserve naturelle régionale des Jasseries de Colleigne. Le climat des Hautes Chaumes se caractérise par la présence de la burle, vent du nord formant d'importants amas neigeux et expliquant l'absence d'arbres sur les plateaux sommitaux, ainsi que de brouillards fréquents (132 jours par an) occasionnant du givre.
En descendant vers la plaine du Forez, le climat est plus chaud et la pluviométrie devient relativement faible (effet de foehn). Cela permet la culture de vignobles (côtes-du-forez).
L'hiver, on pratique le ski alpin, à Chalmazel, sur 12 kilomètres de pistes de descente évoluant entre 1 100 et 1 600 mètres d’altitude, desservies par un télésiège débrayable à bulles et sept téléskis, et équipées de 90 enneigeurs. On pratique également le ski de fond au col de la Loge, sur les 45 kilomètres de pistes du domaine nordique du haut Forez.
Cinq communes de la Loire font également partie du parc naturel régional Livradois-Forez.

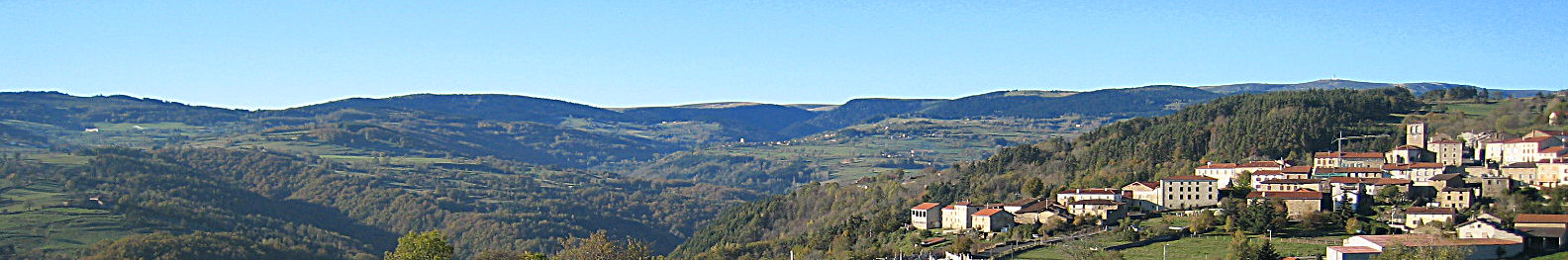
Les monts du Forez depuis Saint-Georges-en-Couzan.

##### Les monts de la Madeleine
Les monts de la Madeleine sont situés dans le prolongement nord des monts du Forez. Ils dominent la plaine de Roanne et marquent la limite entre les départements de l’Allier et de la Loire. Le point culminant des monts de la Madeleine dans le département est le rocher de Rochefort avec 1 075 mètres d'altitude, situé à deux kilomètres du sommet du massif, Pierres du Jour (1 164 mètres), qui se trouve dans le département de l'Allier.

##### Les monts du Lyonnais et de Tarare

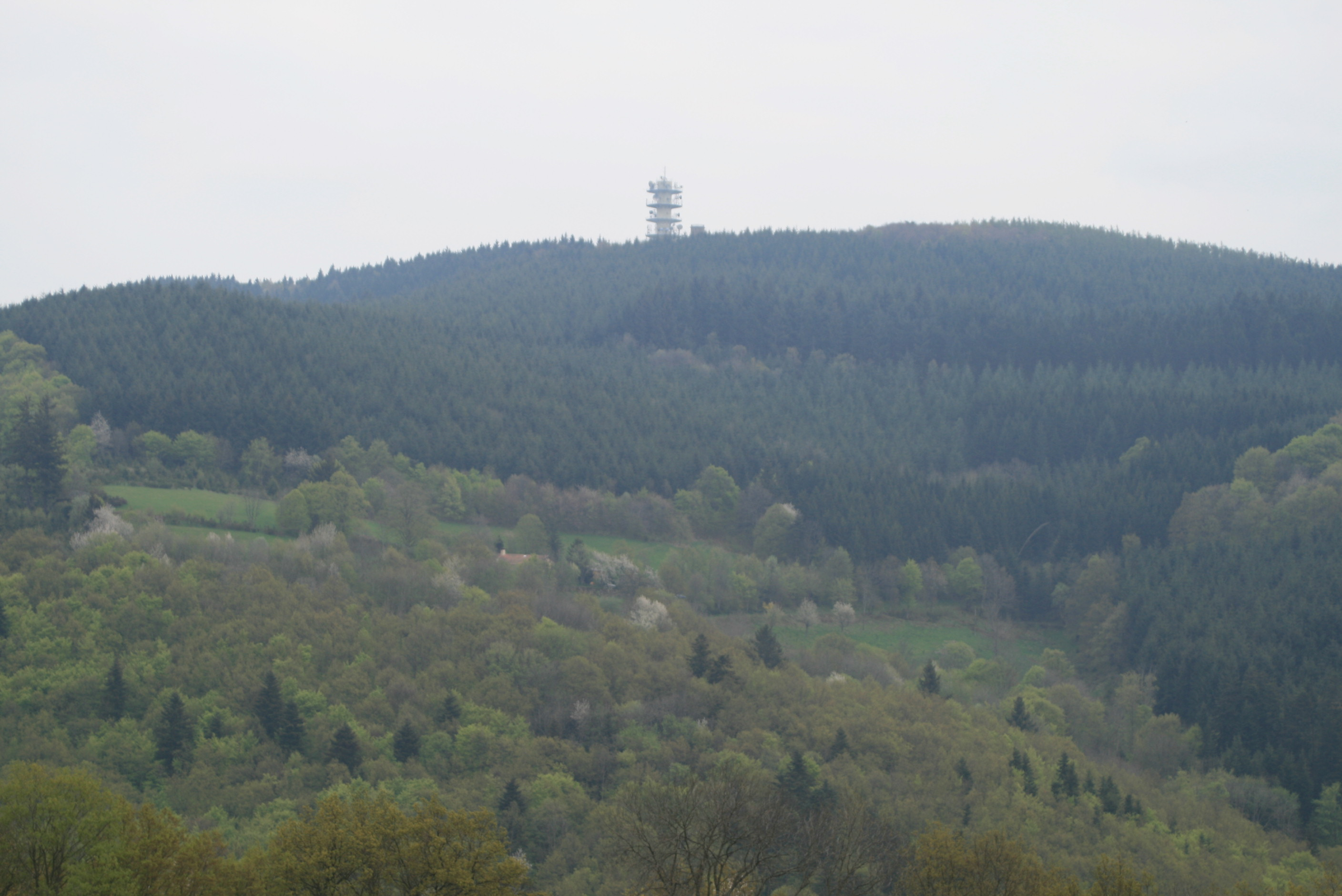
Le mont Boussuivre (1004 mètres), point culminant ligérien des montagnes du Matin.

Les monts du Lyonnais et de Tarare correspondent à la limite est du département et à la retombée orientale du Massif central sur les couloirs de la Saône et du Rhône. Ils constituent deux entités géographiques distinctes de part et d'autre de la vallée de la Brévenne. Pour autant, l'ensemble topographique jumelant les deux massifs est repris sous l'appellation locale de montagnes du Matin.
Les monts du Lyonnais culminent au crêt Malherbe, situé sur de la commune de Marcenod. Haut de 946 mètres, il offre un panorama sur la chaîne des Alpes et le massif du Pilat.
Pour autant, le point culminant ligérien des montagnes de l'est de la plaine du Forez est le mont Boussuivre à 1 004 mètres sur la commune de Violay, au sommet duquel est installée la tour panoramique Matagrin.

##### Le Pilat

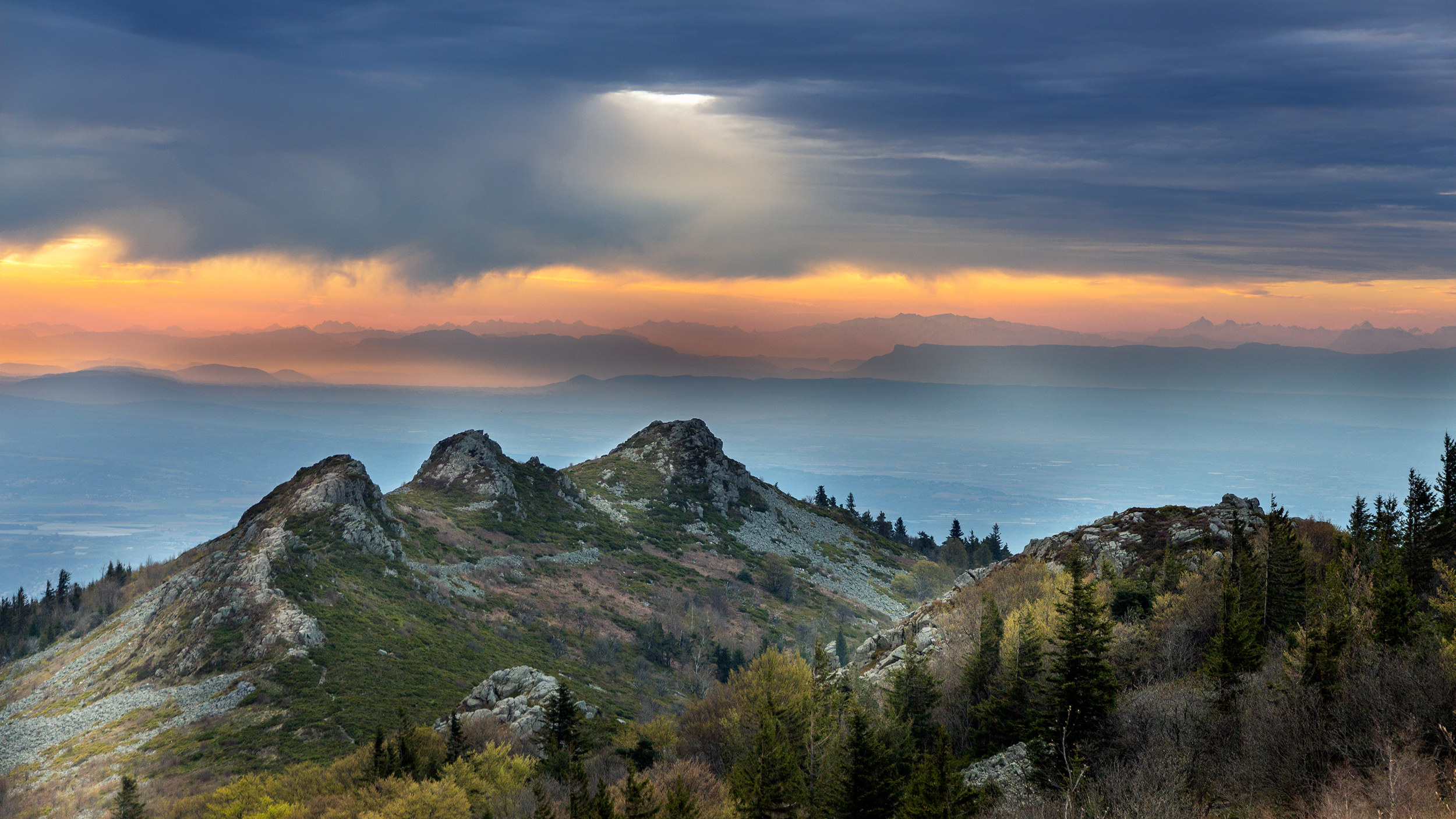
Le pic des Trois Dents dans le Pilat.

Le Pilat marque la limite sud-est du département. Il est frontalier avec le Rhône, l'Isère, l'Ardèche et la Haute-Loire.
Entre la dépression du Gier et la vallée du Rhône, les massifs boisés du Pilat dominent des collines couvertes d'arbres fruitiers (notamment des pommiers) et de vignobles. Au-dessus de 900 mètres, les versants nord sont marqués par la présence d'éboulis rocheux localement appelés chirats, formés lors de la dernière glaciation. Ils peuvent recouvrir plus d'un kilomètre de versant.
C'est dans cette région que sont produits deux fromages caractéristiques : la rigotte de Condrieu (AOC et AOP au lait de chèvre) et la bûche du Pilat (au lait de vache). De plus, une partie des fromages industriels des marques Fromager d’Affinois et Pavé d’Affinois y sont produits.
La majeure partie du territoire est classée Parc naturel régional. En été, on y pratique le tourisme vert (vélo, VTT, randonnée) et en hiver, le ski de fond sur l'espace nordique des monts du Pilat qui regroupe les communes du Bessat, de Burdignes, de Saint-Régis-du-Coin et de Graix et dispose de 80 kilomètres de pistes évoluant entre 950 et 1 300 mètres d’altitude.

#### Les plaines

##### La plaine du Forez

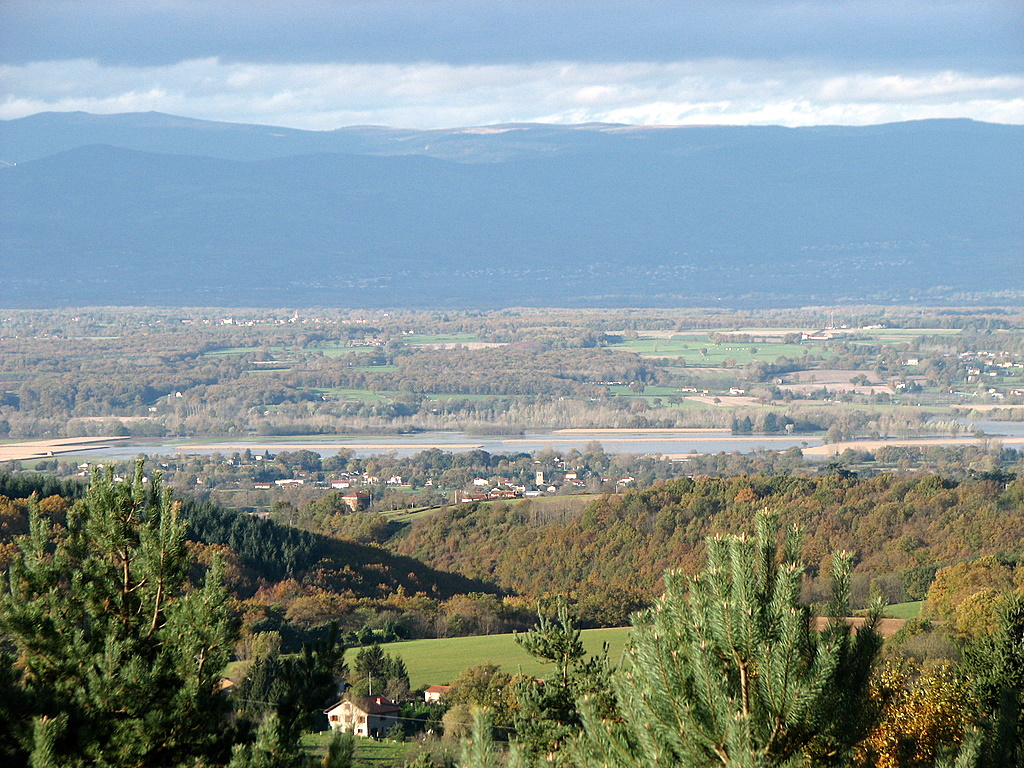
La plaine et les monts du Forez vus depuis la table d'orientation de la Madone de Rozier-en-Donzy.

La plaine du Forez est un effondrement de l'époque Tertiaire encadré par les montagnes du Matin (monts du Lyonnais et monts de Tarare) et les montagnes du Soir (monts du Forez et monts de la Madeleine). L'ensemble est recouvert d'une forte épaisseur d'alluvions et traversé du sud au nord par la Loire dont les limites sont très lisibles. Le sud se rattache par ses activités industrielles et la rurbanisation à l'agglomération stéphanoise, le nord a gardé un caractère plus rural, polarisé par les villes de Feurs et de Montbrison.

##### Le bassin roannais
Le bassin roannais est situé au nord du seuil de Neulise et des gorges de la Loire. Il est entouré par les collines du Brionnais, du Charolais et du Beaujolais à l'est et par les monts de la Madeleine à l'ouest. Par son ouverture vers le Bourbonnais, c'est un territoire de transit entre le nord et le sud de la France parcouru par la route nationale 7, la Loire et le canal de Roanne à Digoin.
Sur les communes de Noailly, Saint-Forgeux-Lespinasse et Vivans se situe la forêt de Lespinasse. Cette forêt essentiellement composée de feuillus s'étend sur 455 hectares et se trouve au nord du département. Elle est propriété du département de la Loire.

#### Les vallées
Les vallées du département de la Loire sont des espaces d'industrialisation ancienne, très fortement urbanisés le long des rivières. L'urbanisation linéaire suit en effet le tracé de cours d'eau descendus du Pilat : l'Ondaine et le Furan, affluents de la Loire et le Gier affluent du Rhône. Les paysages présentent des contrastes entre les fonds des anciennes vallées industrielles au bâti dense et complexe et les versants encore voués aux cultures mais gagnés par le mitage pavillonnaire.

##### La vallée de l'Ondaine

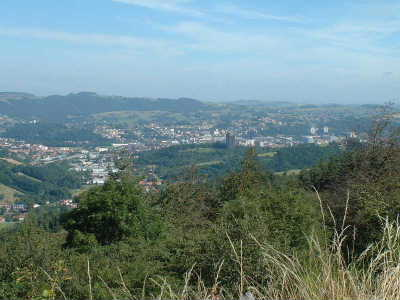
Aux confins de la Loire et de la Haute-Loire, Firminy et la vallée de l'Ondaine.

La vallée de l'Ondaine est située au sud-ouest du département, aux confins de la Loire et de la Haute-Loire. Quelques villes importantes y sont présentes, dont le développement s'est fait surtout au XIXe siècle par la sidérurgie, la métallurgie et l'exploitation de la houille. Ainsi, des villes comme Firminy et Unieux accueillaient une importante usine sidérurgique qui comptait 6 252 employés en 1960 dans ce qui était appelé l'Usine de l'Ondaine.
Les forges et fonderies se sont également développées dans toute la vallée, à Fraisses, au Chambon-Feugerolles, à La Ricamarie, bien aidée par l'exploitation du charbon dans ces mêmes villes. La vallée connue une forte expansion démographique au XIXe siècle grâce aux paysans des régions et départements environnants, la Haute-Loire toute proche notamment. Cet apport migratoire se remplaça peu à peu au XXe siècle par l’arrivée d’étrangers comme dans le reste du bassin stéphanois.
Autre caractéristique, la vallée de l'Ondaine reste un bastion important du Parti Communiste Français : 3 communes, Firminy, Unieux et La Ricamarie ont actuellement[Quand ?] un maire affilié au PCF.

##### La vallée du Gier
La vallée du Gier traverse le département de Saint-Chamond à Rive-de-Gier puis se prolonge dans le département du Rhône jusqu'au confluent de Givors.
La vallée comporte des villes importantes comme Saint-Chamond et Rive-de-Gier, ainsi que d'autres villes plus petites dont le développement s'est fait entièrement et donc plus tardivement grâce à la révolution industrielle. Le développement en fond de vallée le long de la rivière fait que le tissu urbain entre Saint-Chamond et Rive-de-Gier est continu, et s'étend de plus en plus en remontant le flanc de la vallée par l'habitat pavillonnaire. Contrairement à Saint-Étienne et à la vallée de l'Ondaine, la vallée du Gier a peu perdu d'habitants depuis les années 1970, début de la crise industrielle.
La plus grande ville, Saint-Chamond était déjà un important bourg avant de voir l'industrie se développer jusqu'à former un important complexe d'aciéries, qui de reconversion en reconversion ferma en 2003. L'industrie du textile, avec ses teintureries et ses fabriques de lacet était installée massivement le long du Gier. Elle souffrit aussi énormément au XXe siècle avec la concurrence étrangère, mais la ville n'eut pas à subir la fermeture des houillères contrairement au reste de la région, puisque Saint-Chamond n'a eu qu'une exploitation houillère limitée. Avec 35 339 habitants en 2016, Saint-Chamond est la 2e ville de la Loire, entre Saint-Étienne et Roanne.
Rive-de-Gier comptait 15 295 habitants en 2009. Située en bordure du département, important bourg elle aussi avant la révolution industrielle, la ville se développa plus tard comme le reste de la vallée et compta parmi les plus grands établissements sidérurgiques de la région, les usines Marrel sur la commune de Châteauneuf, aujourd'hui propriété d'Arcelor-Mittal. L'industrie du verre se développa également grâce à l'exploitation du charbon dans un premier temps. Cette industrie s'éteindra peu à peu avec la fermeture de la dernière verrerie de la vallée, Duralex, en 2006.
L'industrie permit le développement de communes plus petites avec L'Horme, La Grand-Croix et Lorette dans le fond de vallée le long du Gier.

### Climat

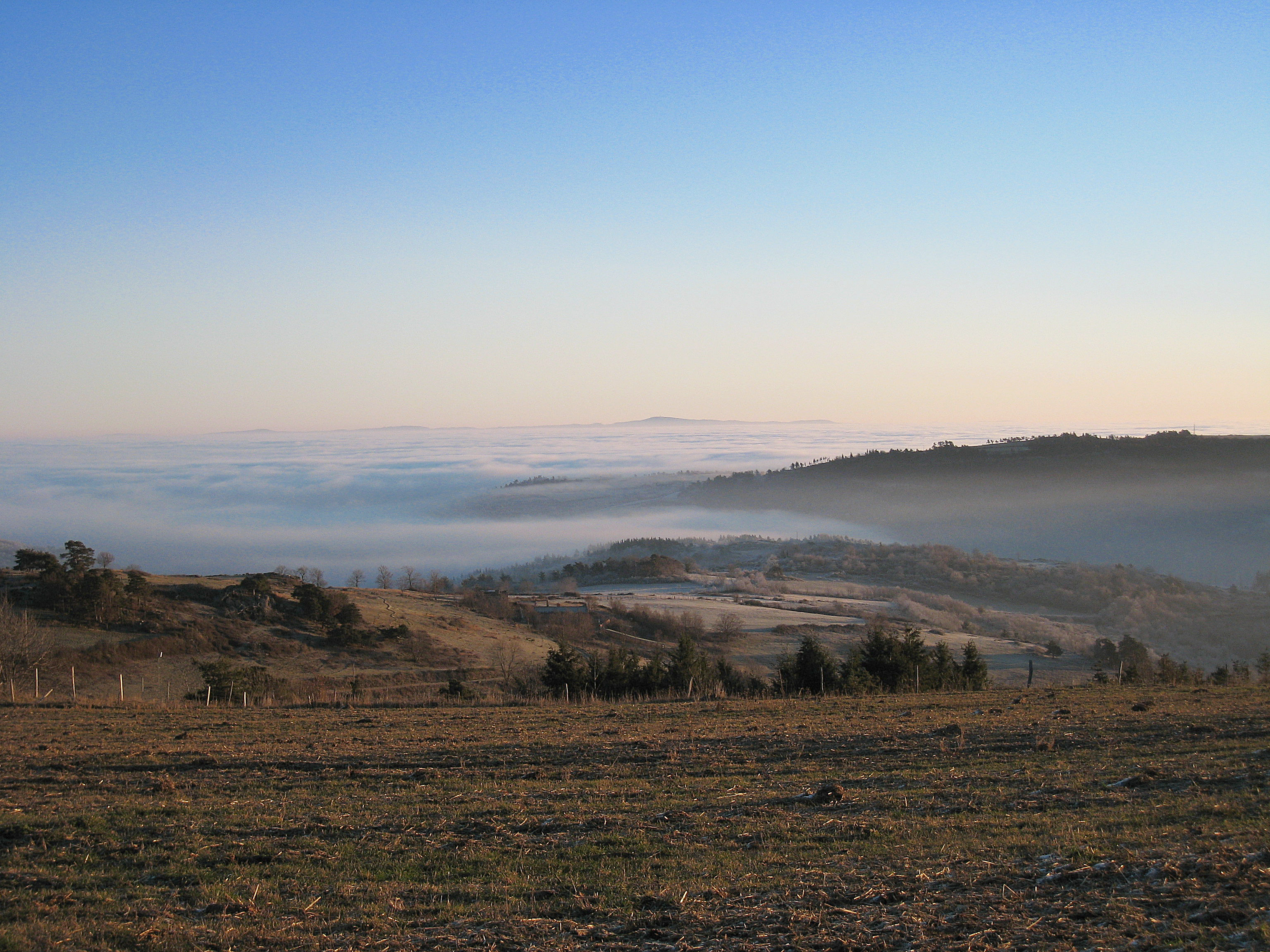
La plaine du Forez en hiver sous le brouillard.

Si le climat du département de la Loire est de type semi-continental, les contrastes d'altitude, d'exposition des versants et l'étirement en latitude induisent des nuances sensibles où l'on différencie les espaces de moyenne montagne, les plaines et le versant rhodanien.

## Démographie
En 2022, le département comptait 772 041 habitants, en évolution de +1,32 % par rapport à 2016 (France hors Mayotte : +2,11 %).
Au début du XIXe siècle, la Loire était un département rural et sans grande ville. En effet, Saint-Étienne comptait à peine 25 000 habitants vers 1800. Mais la révolution industrielle très marquée dans la Loire entraîne une immigration des départements voisins surtout de l'Auvergne et de l'Ardèche et une explosion démographique jusqu'aux années 1960. Puis, durant les années 1970-1980, l'expansion démographique commence à s'essouffler avec la fermeture des mines et le début de la désindustrialisation. Dans les années 1990, l'accélération de la désindustrialisation et la reconversion difficile ont entraîné une baisse de la population. Depuis 1999, les bassins stéphanois et roannais ont continué à perdre de la population, mais de façon moins marquée qu'entre les précédents recensements. Le renouveau des campagnes et le dynamisme de certaines villes principalement dans la plaine du Forez ont permis une légère augmentation de la population (+18 000 habitants entre 1999 et 2009, soit +0,25%/an). Cependant, selon les populations légales de 2012, entrées en vigueur le 1er janvier 2015, la Loire a perdu sa place de troisième département le plus peuplé de l'ancienne région Rhône-Alpes, au profit de la Haute-Savoie (756 501 habitants).
| 1791 | 1801    | 1806    | 1821    | 1826    | 1831    | 1836    | 1841    | 1846    |
| ---- | ------- | ------- | ------- | ------- | ------- | ------- | ------- | ------- |
| -    | 290 903 | 317 053 | 343 454 | 369 298 | 391 216 | 412 497 | 434 085 | 453 786 |

| 1851    | 1856    | 1861    | 1866    | 1872    | 1876    | 1881    | 1886    | 1891    |
| ------- | ------- | ------- | ------- | ------- | ------- | ------- | ------- | ------- |
| 472 588 | 505 260 | 517 603 | 537 108 | 550 611 | 590 613 | 599 836 | 603 384 | 616 227 |

| 1896    | 1901    | 1906    | 1911    | 1921    | 1926    | 1931    | 1936    | 1946    |
| ------- | ------- | ------- | ------- | ------- | ------- | ------- | ------- | ------- |
| 625 336 | 647 633 | 643 943 | 640 549 | 637 130 | 669 216 | 664 822 | 650 226 | 631 591 |

| 1954    | 1962    | 1968    | 1975    | 1982    | 1990    | 1999    | 2006    | 2011    |
| ------- | ------- | ------- | ------- | ------- | ------- | ------- | ------- | ------- |
| 654 482 | 696 348 | 722 443 | 742 396 | 739 521 | 746 288 | 728 524 | 741 269 | 749 053 |

| 2016    | 2021    | 2022    | - | - | - | - | - | - |
| ------- | ------- | ------- | - | - | - | - | - | - |
| 761 997 | 769 029 | 772 041 | - | - | - | - | - | - |

### Communes les plus peuplées
| Nom                      | Code Insee | Intercommunalité             | Superficie (km2) | Population (dernière pop. légale) | Densité (hab./km2) | Modifier                                    |
| ------------------------ | ---------- | ---------------------------- | ---------------- | --------------------------------- | ------------------ | ------------------------------------------- |
| Saint-Étienne            | 42218      | Saint-Étienne Métropole      | 79,97            | 172 569 (2022)                    | 2 158              | modifier les données · modifier les données |
| Saint-Chamond            | 42207      | Saint-Étienne Métropole      | 54,88            | 35 586 (2022)                     | 648                | modifier les données · modifier les données |
| Roanne                   | 42187      | CA Roannais Agglomération    | 16,12            | 35 364 (2022)                     | 2 194              | modifier les données · modifier les données |
| Firminy                  | 42095      | Saint-Étienne Métropole      | 10,45            | 17 128 (2022)                     | 1 639              | modifier les données · modifier les données |
| Montbrison               | 42147      | CA Loire Forez Agglomération | 16,33            | 16 098 (2022)                     | 986                | modifier les données · modifier les données |
| Saint-Just-Saint-Rambert | 42279      | CA Loire Forez Agglomération | 40,63            | 15 579 (2022)                     | 383                | modifier les données · modifier les données |
| Rive-de-Gier             | 42186      | Saint-Étienne Métropole      | 7,33             | 15 457 (2022)                     | 2 109              | modifier les données · modifier les données |
| Le Chambon-Feugerolles   | 42044      | Saint-Étienne Métropole      | 17,51            | 12 307 (2022)                     | 703                | modifier les données · modifier les données |
| Riorges                  | 42184      | CA Roannais Agglomération    | 15,51            | 11 034 (2022)                     | 711                | modifier les données · modifier les données |
| Andrézieux-Bouthéon      | 42005      | Saint-Étienne Métropole      | 16,28            | 10 312 (2022)                     | 633                | modifier les données · modifier les données |
| Roche-la-Molière         | 42189      | Saint-Étienne Métropole      | 17,44            | 9 853 (2022)                      | 565                | modifier les données · modifier les données |
| Veauche                  | 42323      | CC de Forez-Est              | 10,41            | 8 984 (2022)                      | 863                | modifier les données · modifier les données |
| Unieux                   | 42316      | Saint-Étienne Métropole      | 8,58             | 8 495 (2022)                      | 990                | modifier les données · modifier les données |
| Feurs                    | 42094      | CC de Forez-Est              | 24,39            | 8 370 (2022)                      | 343                | modifier les données · modifier les données |
| La Ricamarie             | 42183      | Saint-Étienne Métropole      | 6,95             | 8 162 (2022)                      | 1 174              | modifier les données · modifier les données |

## Économie
Le département de la Loire s'est fortement industrialisé aux XIXe et XXe siècles, surtout dans la région de Saint-Étienne, dans la vallée du Gier et de l'Ondaine et dans la région de Roanne. Puis la plaine du Forez s'industrialisa, d'abord timidement avec les verreries de Saint-Romain-le-Puy et de Veauche, les fonderies de Feurs, la mécanique à Montbrison, Boën et Saint-Just, enfin Andrézieux-Bouthéon dans les années 1970 et 80.
Les activités étaient alors principalement l'exploitation de la houille, dont le bassin de Saint-Étienne fut le deuxième plus important de France après celui du Nord-Pas-de-Calais en termes de quantités de houille extraite. Le dernier puits de mine ferma en 1983 à La Ricamarie dans la vallée de l'Ondaine. Le textile connut également son heure de gloire au XIXe siècle dans les passementeries, produisant rubans et lacets à Saint-Étienne et Saint-Chamond, avant de se rétracter puis de disparaître pendant le XXe siècle. Enfin, la sidérurgie et la métallurgie s'installa fortement dans les vallées du Furan, de l'Ondaine et du Gier grâce au savoir-faire stéphanois et à la présence de la houille, indispensable à l'époque pour la production d'acier et la demande d'énergie des usines. Cette industrie se désagrégea peu à peu après la Seconde Guerre mondiale à travers les établissements de la CAFL (Compagnie des Forges et Ateliers de la Loire), puis de Creusot-Loire qui, dans les années 1980, fut réparti entre GIAT, Framatome et Usinor.
Aujourd'hui la Loire comporte encore une part importante d'activités industrielles, notamment dans la mécanique, le textile médical, l'optique et garde encore de nombreuses installations de sidérurgie. Elle se distingue par sa multitude de PME et la faible présence de grands groupes industriels. Elle ne comporte également aucune usine automobile, malgré la présence très importante de sous-traitants automobiles.
Depuis les années 1970 et 80 le département se tertiarise peu à peu. Saint-Étienne accueille aujourd'hui le siège du Groupe Casino, groupe de distribution qui a opéré chiffre d'affaires de 34 milliards d'euros en 2011, avec près de 307 000 employés dans le monde.
La viticulture est représentée par trois vignobles classés AOC : Côte-roannaise, Côtes-du-forez et Côtes-du-rhône septentrionaux (Château-grillet, Condrieu et Saint-joseph). Des vins de pays dits vins classés IGP sont également présents avec les vins de pays d'urfé en forez et roannais, et les Comtés-rhodaniens|vins de pays des Comtés-rhodaniens au sud-est du département, sur les coteaux des Monts du Lyonnais et sur ceux de Condrieux.

### Tourisme

#### Lits marchands
Le département de la Loire dispose en 2015 de 25 780 lits marchands. 7 110 lits (28 % de l'offre) se répartissent dans les campings, 6 490 (25 % de l'offre) dans l'hôtellerie, 5 780 (22 % de l'offre) dans les hébergements collectifs, 4 260 (17 % de l'offre) dans les gites et meublées et 2 140 (8 % de l'offre) en chambres d'hôtes.
Toujours en 2015, la fréquentation de ces hébergements s'est établie à 1 172 670 nuitées, dont 764 200 nuitées en hôtellerie homologuée.

#### Sites touristiques marchands principaux
L'Espace zoologique de Saint-Martin-la-Plaine s'impose largement comme le premier site touristique marchand du département avec plus de 130 000 entrées enregistrées en 2015, suivi par le Château de Bouthéon (79 130 entrées), le Musée de la mine de Saint-Étienne (74 700 entrées) et la station de sports d'hiver de Chalmazel (74 300 entrées).
| Rang 2016 | Sites touristiques                                             | 2011       | 2012       | 2013       | 2014      | 2015      | 2016      |
| --------- | -------------------------------------------------------------- | ---------- | ---------- | ---------- | --------- | --------- | --------- |
| 1         | Espace zoologique de Saint-Martin-la-Plaine                    | +161 730,  | +150 000,  | +140 000,  | +165 000, | +130 000, | +153 510, |
| 2         | Château de Bouthéon                                            | +059 890,  | +063 250,  | +057 790,  | +069 490, | +079 130, | +075 030, |
| 3         | Musée de la mine de Saint-Étienne                              | +059 910,  | +055 490,  | +056 030,  | +058 950, | +074 700, | +073 150, |
| 4         | Musée d'art moderne et contemporain de Saint-Étienne Métropole | +053 550,  | +054 380,  | +072 410,  | +054 670, | +053 750, | +056 690, |
| 5         | Musée d'art et d'industrie de Saint-Étienne                    | +050 540,  | +043 270,  | +045 470,  | +048 480, | +046 660, | +041 010, |
| 6         | CCSTI La Rotonde                                               | NC         | NC         | NC         | NC        | NC        | +039 250, |
| 7         | Station de sports d'hiver de Chalmazel                         | +065 420,  | +073 220,  | +046 370,  | +074 310, | +074 300, | +036 550, |
| 8         | Espace Eau vive à Saint-Pierre-de-Bœuf                         | +048 140,  | +050 240,  | +056 290,  | +041 590, | +040 000, | +036 120, |
| 9         | Musée des Verts                                                | non ouvert | non ouvert | non ouvert | +059 470, | +039 300, | +035 360, |
| 10        | Planétarium de Saint-Étienne                                   | +026 600,  | +032 170,  | +033 680,  | +029 810, | +031 140, | +029 890, |

#### Les résidences secondaires
Selon le recensement général de la population du 1er janvier 2008, 4,8 % des logements disponibles dans le département étaient des résidences secondaires.
Ce tableau indique les principales communes de la Loire dont les résidences secondaires et occasionnelles dépassent 10 % des logements totaux en 2008 :
| Commune                   | Population SDC | Nombre de logements | Résidences secondaires | % résidences secondaires |
| ------------------------- | -------------- | ------------------- | ---------------------- | ------------------------ |
| Chalmazel                 | 437            | 496                 | 232                    | 46,89 %                  |
| Apinac                    | 384            | 364                 | 150                    | 41,15 %                  |
| Usson-en-Forez            | 1 441          | 1 125               | 380                    | 33,78 %                  |
| Estivareilles             | 653            | 487                 | 151                    | 30,92 %                  |
| Marlhes                   | 1 382          | 721                 | 192                    | 26,57 %                  |
| Périgneux                 | 1 305          | 795                 | 183                    | 22,95 %                  |
| Saint-Genest-Malifaux     | 2 901          | 1 466               | 333                    | 22,73 %                  |
| Belmont-de-la-Loire       | 1 517          | 936                 | 197                    | 21,07 %                  |
| Saint-Maurice-en-Gourgois | 1 698          | 833                 | 150                    | 18,06 %                  |
| Noirétable                | 1 704          | 975                 | 169                    | 17,30 %                  |

Sources :
- Insee, chiffres au 01/01/2008.

## Transports

### Aéroport
l'Aéroport de Saint-Étienne-Loire est le principal aéroport du département, et a recommencé à émettre des lignes régulières à l'international. Il est situé dans Saint-Étienne Métropole.
Malgré sa faible fréquentation entre 2017 et 2021, il est désormais considéré comme indispensable.

### Gares
- Gare de Saint-Étienne-Bellevue
- Gare de Saint-Étienne-Carnot
- Gare de Saint-Étienne-Châteaucreux
- Gare de Saint-Étienne-La Terrasse
- Gare de Saint-Étienne-Le Clapier
- Gare de Montbrison
- Gare de Roanne
- Gare de Saint-Chamond
- Gare d'Andrézieux
- Gare de Bouthéon
- Gare du Chambon-Feugerolles
- Gare du Belvédère de Commelles (Train touristique des Belvédères)
- Gare du Belvédère de Magneux (Train touristique des Belvédères)
- Gare du Coteau
- Gare de Feurs
- Gare de Firminy
- Gare de La Fouillouse
- Gare de La Ricamarie
- Gare de Saint-Romain-le-Puy
- Gare de Sury-le-Comtal
- Gare de Veauche - Saint-Galmier
- Gare de Balbigny
- Gare de Boën
- Gare de Bonson
- Gare d'Estivareilles (Chemin de fer du Haut Forez)
- Gare de Fraisses-Unieux
- Gare de Montrond-les-Bains
- Gare de Noirétable
- Gare de Régny
- Gare de Rive-de-Gier
- Gare de Saint-Jodard
- Gare de Saint-Victor - Thizy

## Les lignes ferroviaires
- Ligne de Moret - Veneux-les-Sablons à Lyon-Perrache
- Ligne de Saint-Georges-d'Aurac à Saint-Étienne-Châteaucreux
- Ligne de Clermont-Ferrand à Saint-Just-sur-Loire
- Ligne du Coteau à Saint-Germain-au-Mont-d'Or
- Ligne de Saint-Just-sur-Loire à Fraisses - Unieux

### Tramways
- Saint-Étienne

### Bus
- C1 : Saint-Symphorien-sur-Coise / Andrézieux-Bouthéon / Saint-Étienne
- H28 - Beauzac / Bas-en-Basset / Monistrol / Saint-Etienne
- H30 - Le Puy-en-Velay / Le Pertuis / Yssingeaux / Saint-Etienne
- H31 - Saint-Etienne / Yssingeaux / Rosières / Le Puy-en-Velay
- H34 - Sainte-Sigolène / Saint-Didier-en-Velay / Saint-Etienne
- H37 - Saint-Etienne / Montfaucon / Saint-Agrève
- L11 - Montbrison / Saint-Étienne
- L12 : Bourg-Argental / le Bessat / Saint-Étienne
- L13 : Craponne-sur-Arzon / Saint-Just Saint-Rambert / Saint-Étienne
- L14 : Jonzieux / Saint-Étienne
- L15 : Balbigny / Andrézieux Bouthéon / CHU de Saint-Étienne
- L16 : Saint-Marcellin-en-Forez / Saint-Just-Saint-Rambert / Saint-Étienne
- L17 : Annonay / Saint-Étienne
- L20 : Neulise/Roanne
- L22 : Boën-sur-Lignon / Saint-Germain-Laval / Roanne
- L25 : Chauffailles / Charlieu / Roanne
- L30 : Feurs/Montbrison
- L31 : Chalmazel/Montbrison
- L32 : Saint-Bonnet-le-Château / Montbrison
- L35 : Chazelles-sur-Lyon / Montrond-les-Bains / Montbrison
- X13 - Roanne / Le Creusot TGV
- X18 - Saint-Étienne / Clermont-Ferrand

voir plus de lignes sur le site https://www.laregionvoustransporte.fr/toutes-les-lignes/loire

## Culture

### Langues traditionnelles

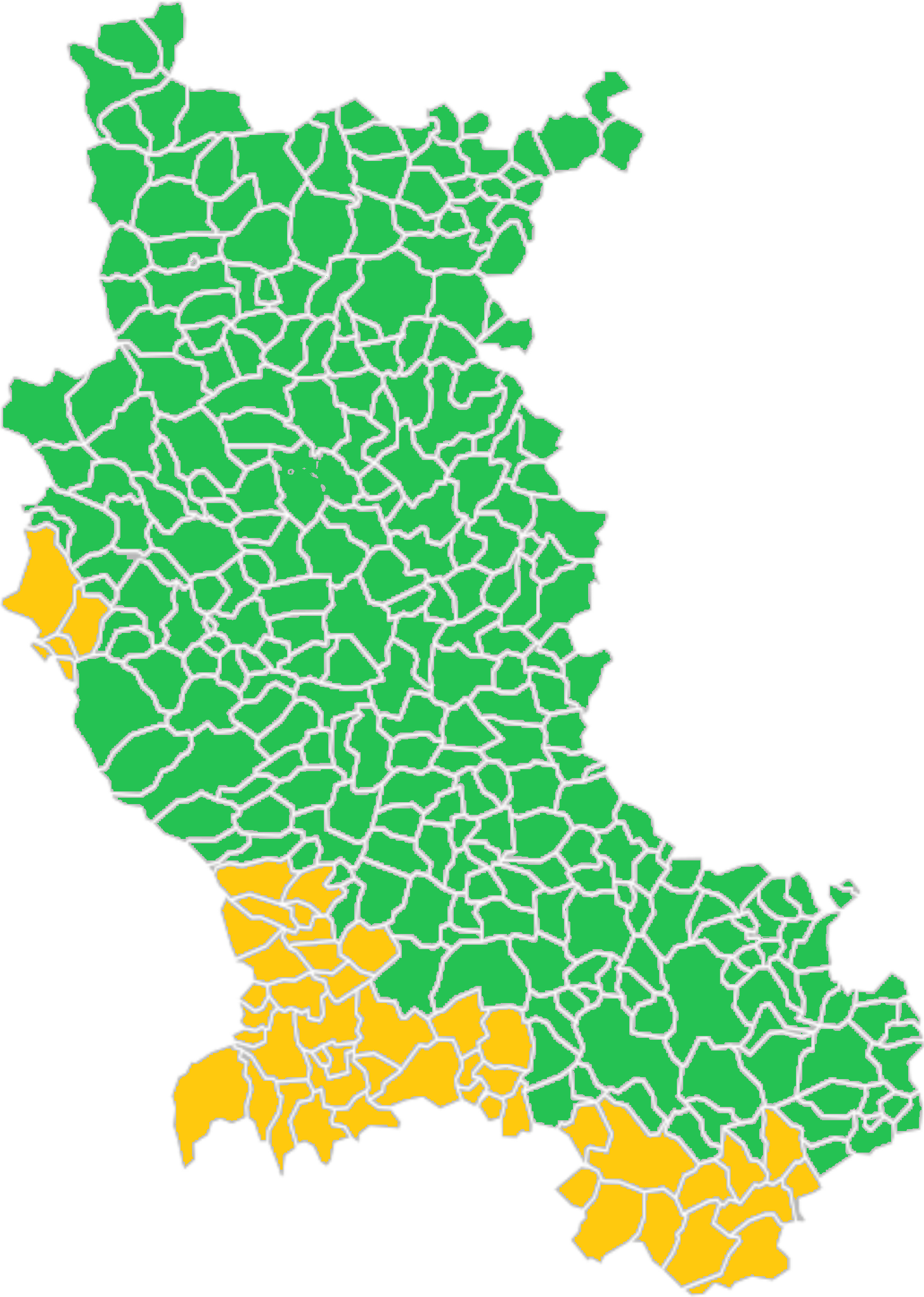
Carte linguistique de la Loire selon lAtlas sonore des langues régionales (2022) : Vert : Francoprovençal ; Jaune orangé : Nord-occitan.

Le département connaît deux grandes langues traditionnelles : 
- Le francoprovençal, dans presque tout le département[34].
  - Le parler stéphanois (le gaga), qui est issu de la rencontre du français et du francoprovençal, dans la région de Saint-Étienne.
- Le nord-occitan (langue occitane) dans trois franges frontalières[35],[36] :
  - Le plateau de Noirétable, en incluant la commune proche de La Chamba, à l'ouest, est de dialecte occitan auvergnat[37].
  - Autour de Saint-Bonnet-le-Château, au sud-ouest, avec pour pointe septentrionale, Saint-Marcellin-en-Forez (plaine du Forez) et Chambles, utilise traditionnellement un occitan vivaro-alpin[38].
  - Une bordure méridionale allant de Bourg-Argental jusqu'à Saint-Victor-sur-Loire (commune de Saint-Étienne), utilise également le dialecte vivaro-alpin[39].

En francoprovençal, Loire se dit Lêre, Leu ou Léger en occitan.
La langue d'oïl est très peu parlée dans la Loire (autour d'Urbise seulement). Sa limite sud étant à peu près l'actuelle limite entre les départements de la Loire et de Saône-et-Loire.
L'État a imposé la pratique majoritaire du français depuis le début du XXe siècle.

### Lieux et équipements culturels et sportifs

#### Musées

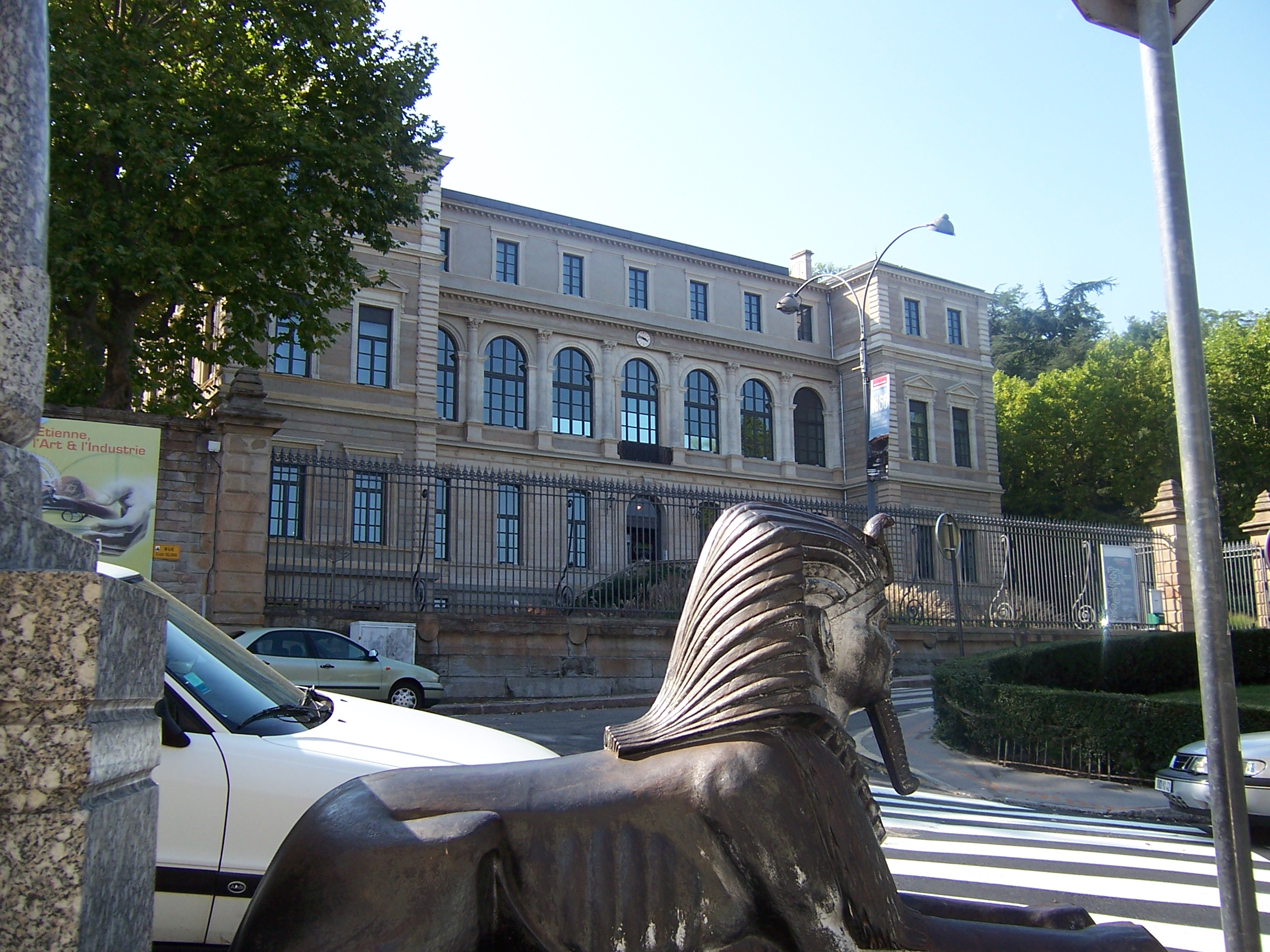
Le musée d'art et d'industrie de Saint-Étienne.

Le stade de Firminy-Vert.

En 2015, le département de la Loire comptabilise au moins 47 musées ouverts au public dont 17 sont labellisés musée de France.
De nombreux musées de la Loire mettent en valeur le savoir-faire local, passé ou présent, comme à la maison du Passementier (rubans), au musée du tissage et de la soierie, à l'Atelier-Musée du Chapeau (chapeaux de feutre de poils de lapin), à la maison des tresses et lacets, au  musée d'art et d'industrie de Saint-Étienne (armes, rubans, cycles), au musée de la mine de Saint-Étienne (charbon) ou au musée des vignerons du Forez.
Dans le domaine des arts et des civilisations, trois musées se distinguent particulièrement : le musée d'art moderne et contemporain de Saint-Étienne Métropole, le musée des beaux-arts et d'archéologie Joseph-Déchelette et le musée des civilisations de Saint-Just-Saint-Rambert.
Quant à l'histoire locale, elle s'expose dans des structures aussi diverses que le mémorial de la Résistance et de la Déportation de la Loire, le musée des transports urbains de Saint-Étienne et sa région, le musée du vieux Saint-Étienne ou encore le musée des Verts.
Par ailleurs, certaines structures, sans être des musées au sens classique du terme, œuvrent à la diffusion de la culture scientifique et technique. Il en est ainsi du centre de culture scientifique La Rotonde, de la Cité du design, du Planétarium de Saint-Étienne et de La Diana, société historique et archéologique du Forez à Montbrison.
Depuis juillet 2016, la maison de la culture de Firminy-Vert est l'une des 17 œuvres architecturales de Le Corbusier classée au  Patrimoine mondial (2016) de l'UNESCO. On peut également découvrir l'ensemble du site conçu par le célèbre architecte, Le Corbusier, où l'on peut notamment découvrir l'église Saint-Pierre et le stade.

#### Parcs de loisir et zoos
- L'espace zoologique de Saint-Martin-la-Plaine
- Le parc animalier et l'aquarium du Château de Bouthéon

#### Châteaux
- Le château de la Bastie d'Urfé
- Le château de Bouthéon
- Le château de Bonson
- Le château des Bruneaux
- Le château de Chalmazel
- Le château de Chabert
- Le château-Grillet
- Le château de Couzan
- Le château d'Essalois
- Le château de Grangent
- Le château de Matel
- Le château de la Merlée
- Le château de Montrond
- Le château de La Roche
- Le Château de Roche-la-Molière
- Le château de Virieu

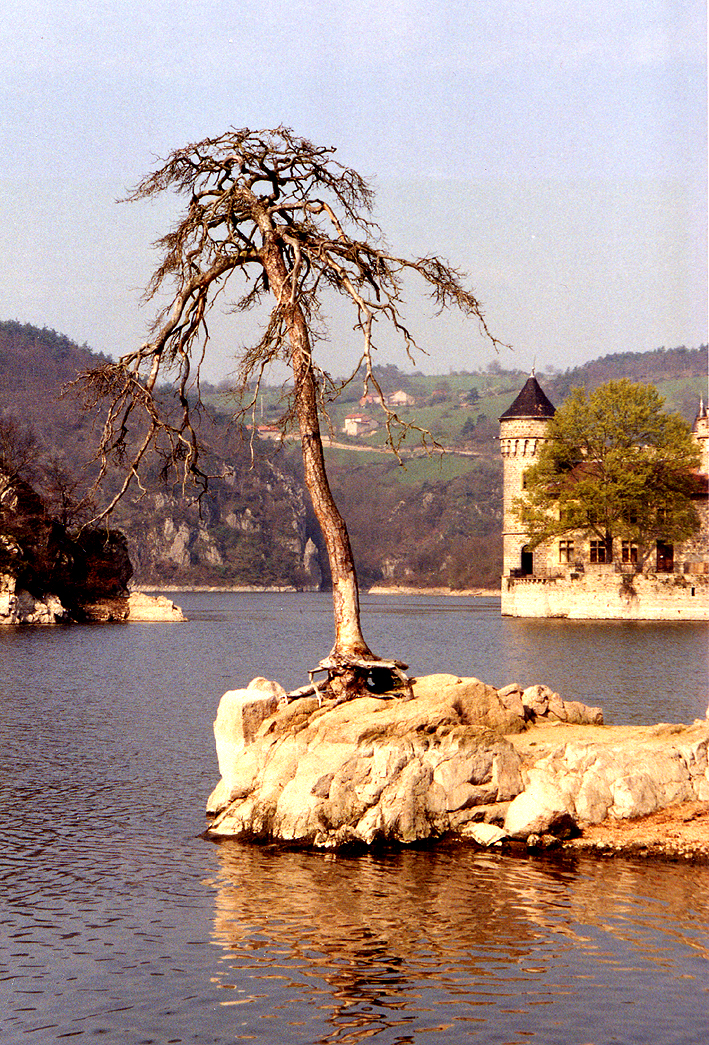
Le château de La Roche.

- Le château de Vaugirard à Champdieu

#### Salles de spectacle
- L'Opéra théâtre de Saint-Étienne
- Le Zénith de Saint-Étienne
- Le Fil

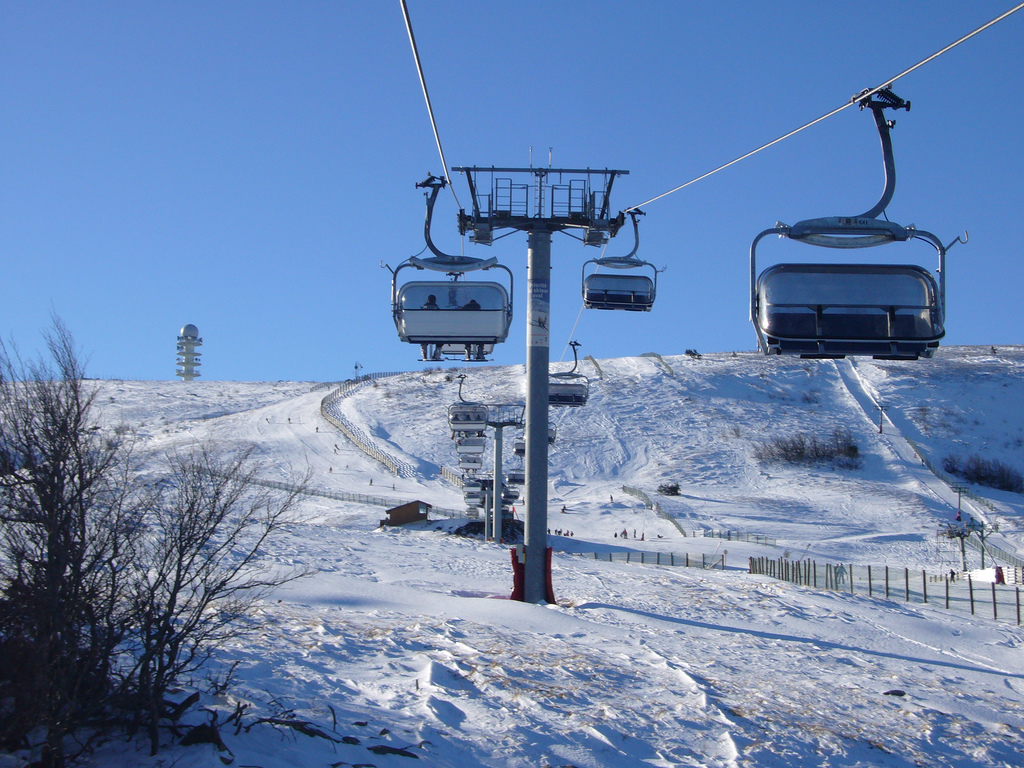
La station de ski de Chalmazel-Jeansagnière.

- Le Palais des spectacles (Saint-Étienne)
- La Comédie de Saint-Étienne
- Le Scarabée (Roanne)
- Les Pénitents (Montbrison)

#### Lieux et équipements sportifs
- La station de ski de Chalmazel
- Le domaine nordique du haut Forez
- L'espace nordique des monts du Pilat
- Le stade Geoffroy-Guichard de Saint-Étienne
- La halle André Vacheresse de Roanne
- La base nautique de Saint-Victor-sur-Loire
- L'Arena de Saint-Chamond

#### Médias
La presse s’est développée au XIXe siècle grâce au progrès technique puis à la loi de la liberté de la presse. De nombreux titres ont fait leur apparition avec plus ou moins de longévité. Ces périodiques sont très intéressants pour la généalogie, en effet on peut souvent y lire les publications de naissance, de décès ou des mariages. Les faits divers peuvent aussi des sources d’informations précieuses...

##### Hier

###### Le Petit Stéphanois
Le Petit Stéphanois est paru du 14 juillet 1881 au 31 décembre 1886. C’est un quotidien d’influence républicaine. Le petit stéphanois devient Le Stéphanois en 1889. Le journal appartient à Noël Bouchardy depuis 1886. Sa parution cessera en 1916.

###### Le Républicain de la Loire
Le Républicain de la Loire est un quotidien républicain publié du 1er avril 1873 au 15 août 1893. Il est diffusé dans le département de la Loire et de la Haute-Loire. L’ensemble des numéros est numérisé.

###### Le Mercure ségusien
Le Mercure ségusien est créé en octobre 1825 par Aimé Royet. Ce journal est d’orientation libérale. Il sera publié jusqu’en juillet 1848. La sentinelle populaire prend sa suite à partir du 12 juillet. Il est dirigé par Henri Leneveux. Le journal est suspendu en juin 1849. (1) (2) La rédaction est installée à Saint-Etienne, au numéro 52 de la rue d’Artois. Il parait deux fois par semaine : le mercredi et le samedi. Le prix de l’abonnement pour les stéphanois est de 7 francs pour 3 mois en 1830 (des frais supplémentaires sont comptés pour les abonnés en dehors de la ville). Le numéro du 10 juillet 1830 est disponible en ligne.

###### les autres périodiques
- Le journal de Saint-Etienne et de la Loire, avec 3 publications par semaine en 1838.
- L’indicateur Stéphanois est un hebdomadaire. Sa parution a commencé en 1833.
- L’Avenir républicain (1848-1852)
- L’industrie (1852-1853)
- La Loire (1868-1869)
- L’Eclaireur (1869-1872)
- Le Défenseur (1870-1871)
- La Commune (1870-1871)
- La République des paysans (1871-1886)
- Le mémorial de la Loire
- La Loire Républicaine : un quotidien créé en 1855. Son siège est à Saint-Etienne. Son immeuble construit en 1908 a été occupé par le journal La tribune-Le progrès. Il est classé monument historique depuis 1991.
- Le journal de Roanne
- L’union républicaine de Roanne
- La Sentinelle populaire (juillet 1848- février 1849).
- La Voix du peuple (avril 1848)
- L’éclaireur de Saint-Chamond
- Le journal de Montbrison
- Le Montbrisonnais est un hebdomadaire radical. (1897-1940)
- L’avenir Montbrisonnais (1901-1924)

Les archives départementales conservent des exemplaires de nombreux journaux ainsi que d’autres documents comme les statuts des sociétés... Elles sont classées aux côtes : 1 M 553 à 1 M 556

###### Aujourd’hui
- La tribune-Le Progrès est un quotidien d’information régionale. Quatre éditions couvrent le département. Le premier numéro est paru le 12 décembre 1859. Ce numéro est disponible sur le site Généawiki.
- TL7 - Télévision Loire 7 est aussi considéré comme un média à part entière car son site internet est reconnu CPPAP.
- La Gazette de la Loire paraît depuis 2000. C’est un hebdomadaire d’information locale.
- La Liberté, le journal du Forez et de la Loire.
- Saint-Etienne & moi est un bimestriel gratuit d’information locale et sportive créé en 2008.
- Sports Forez Vert est un magazine sportif gratuit.
- L’Essor de la Loire est un hebdomadaire d’information locale depuis le 1er septembre 1946. Il est habilité pour publier les annonces légales.
- Le pays Roannais : sa parution est hebdomadaire.

###### Les autres médias
Le XXe siècle a vu apparaître de nouveaux médias que sont la radio et la télévision. Avec la création de FR3 (devenue France 3 depuis septembre 1992), et l’avènement des radios libres, de nombreuses stations locales sont lancées dans les années 1980.
Les télés locales :
- TL7, Télévision Loire 7 (TL7) est une chaîne de télévision généraliste locale française privée diffusée dans le département de la Loire. Pour la recevoir :

| TNT       | Chaîne no 31 |
| Satellite | Non |
| IPTV      | Oui Freebox TV : canal no 933 SFR TV : canal no 478 Orange : canal no 384 Bouygues : canal no 314 Sosh : canal no 384 |

- France 3 Rhône-Alpes

Les radios locales :
- France Bleu Saint-Étienne Loire est l'une des 44 radios locales de proximité de Radio France (fréquences FM Saint-Etienne 97.1, Roanne 100.2, Le Puy en Velay 101.1, Monistrol sur Loire 89.7, en DAB+ et sur https://www.francebleu.fr/saint-etienne-loire

## Quelques personnalités liées au département

### Artistes, écrivains et personnalités des médias
- Jules Janin (1804-1874), écrivain et critique dramatique.
- Victor de Laprade (1812-1883), poète, homme de lettres et homme politique français.
- Jules Massenet (1842-1912), compositeur.
- Gaston Baty (1885-1952), homme de théâtre.
- Jean Dasté (1904-1994), acteur, metteur en scène et directeur de théâtre, a vécu et est mort dans la Loire.
- Charles Exbrayat (1906-1989), scénariste et écrivain, auteur de romans policiers.
- Pierre Boulez (1925-2016), compositeur et chef d'orchestre.
- Pierre Étaix (1928-2016), réalisateur, acteur, clown, dessinateur, affichiste et dramaturge.
- Maurice Fleuret (1932-1990), compositeur, journaliste, organisateur de festivals de musique contemporaine, un des initiateurs de la Fête de la musique.
- Michel Granger (1946-), artiste-peintre, connu notamment pour avoir réalisé certaines pochettes de disques de Jean-Michel Jarre ou pour sa série Empreintes où il fait rouler des chars d'assaut de chez Nexter-Systems à Roanne dans de la peinture étalée sur des toiles géantes.
- Bernard Lavilliers (1946-), auteur-compositeur-interprète.
- Jean-Pierre Jeunet (1953-), réalisateur, notamment, de Alien, la résurrection, du Fabuleux Destin d'Amélie Poulain et d'Un long dimanche de fiançailles.
- Muriel Robin (1955-), humoriste et actrice.
- Bruno Gaccio (1958-), humoriste, scénariste et producteur de télévision, connu notamment pour sa participation à l'écriture de l'émission Les Guignols de l'info de Canal+.
- Jean Dell (1961-), comédien, scénariste et auteur de théâtre.
- Louis Laforge (1968-), journaliste, présentateur, notamment, du magazine Des racines et des ailes, du Grand Soir 3, du 18h-20 de France Info.
- Difool (1969-), animateur radio.
- Mickaël Furnon (1970-), auteur-compositeur-interprète et guitariste, leader du groupe Mickey 3D.
- Juliette Arnaud (1973-), actrice, scénariste, chroniqueuse de radio et animatrice de télévision.

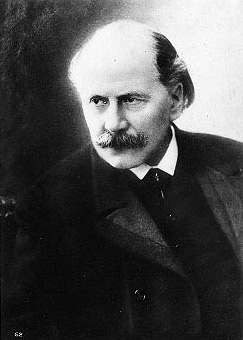
Jules Massenet, compositeur.
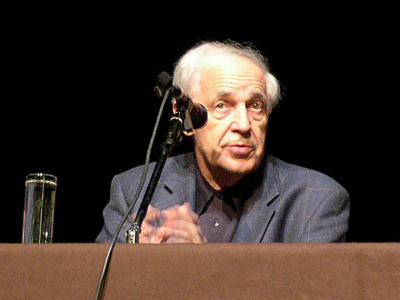
Pierre Boulez, compositeur et chef d'orchestre.
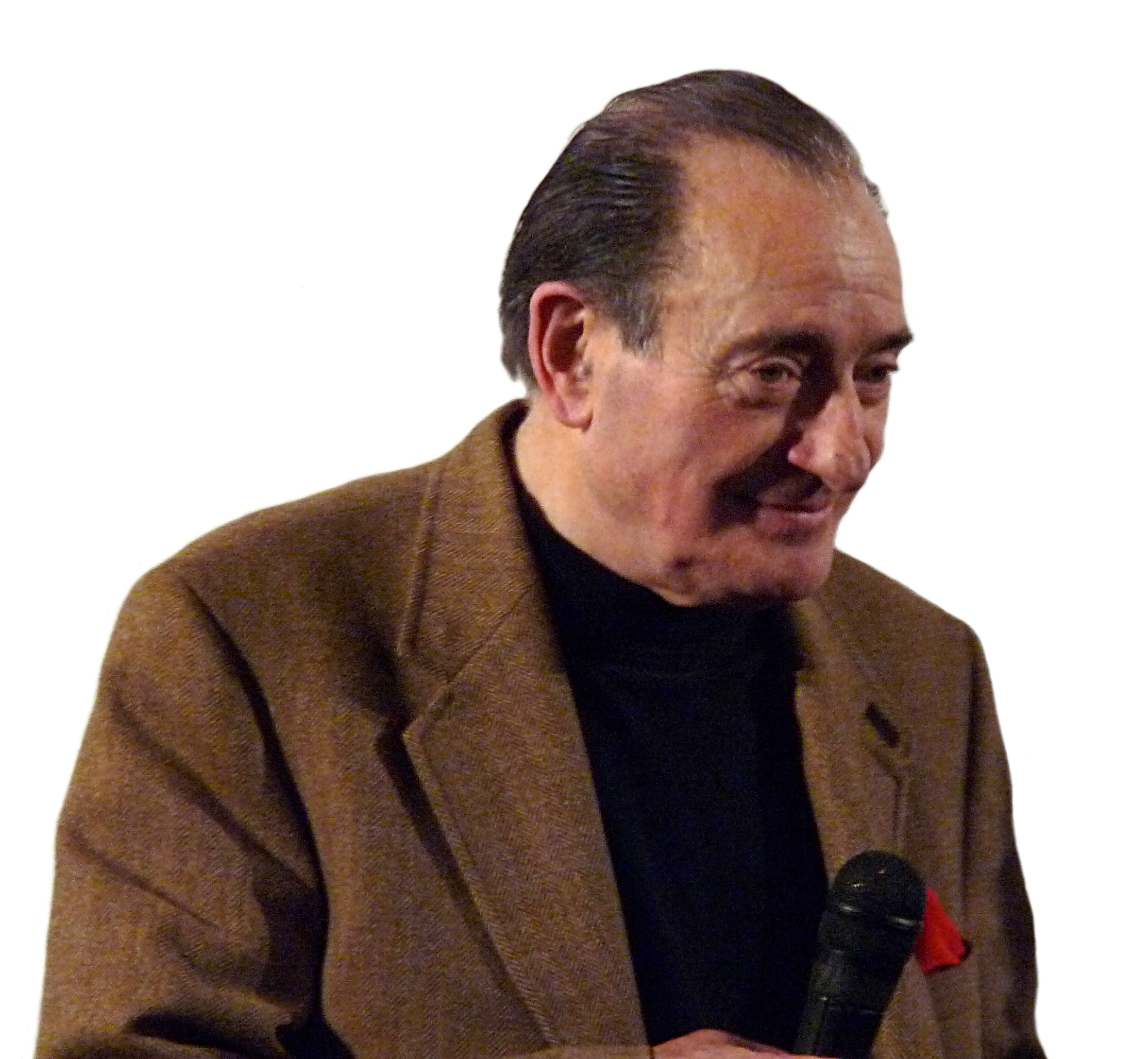
Pierre Étaix, acteur, clown, réalisateur.
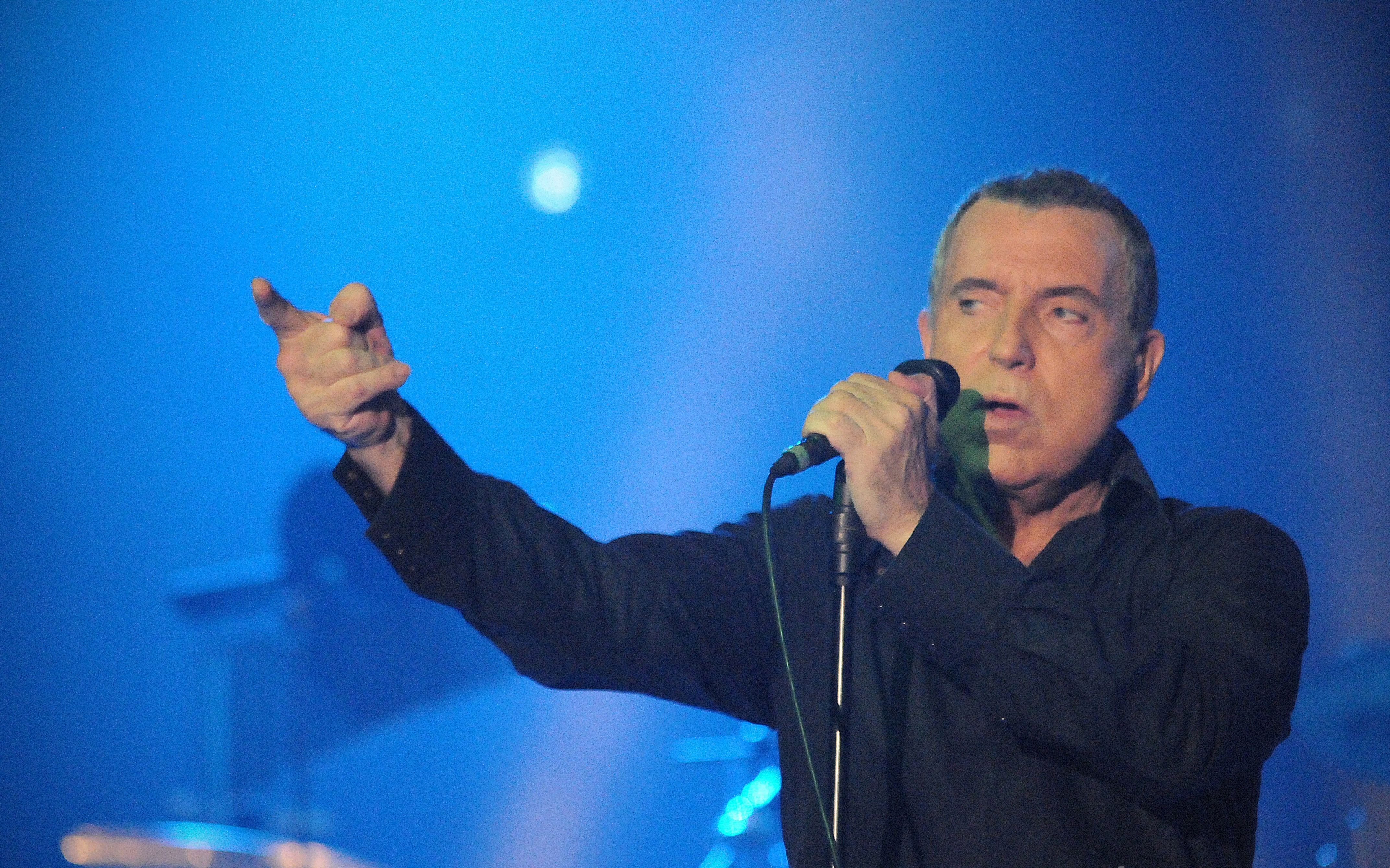
Bernard Lavilliers, chanteur.
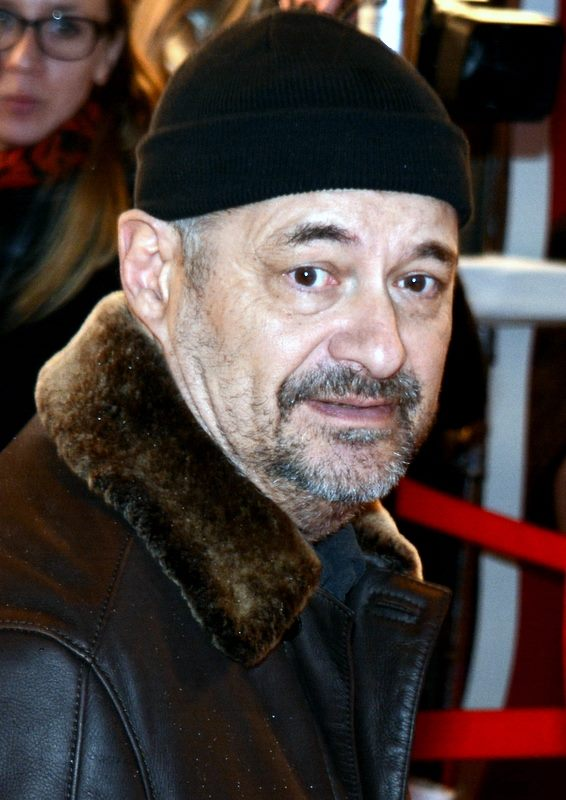
Jean-Pierre Jeunet, réalisateur.
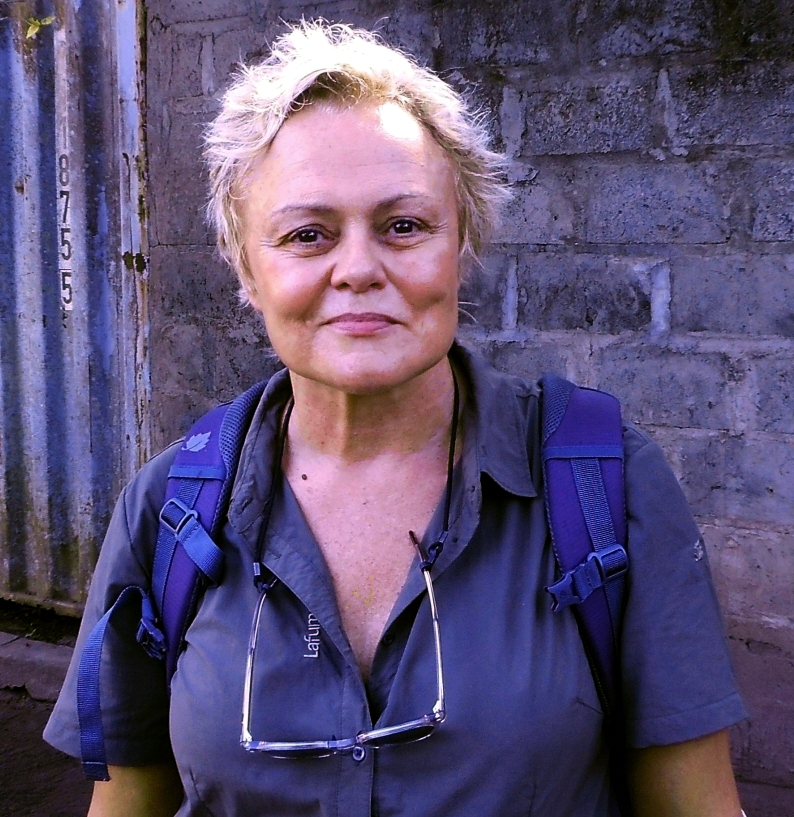
Muriel Robin, humoriste et actrice.
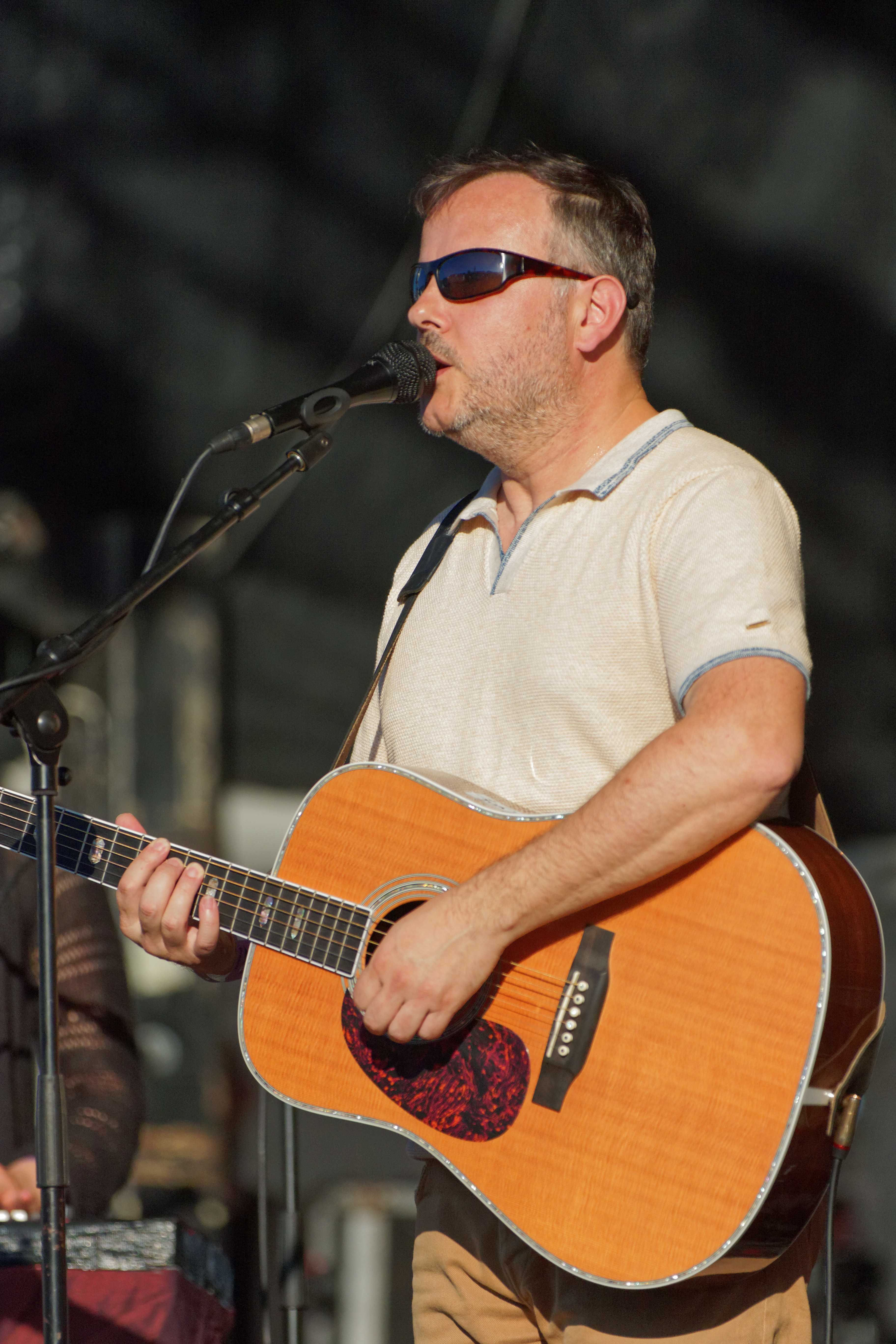
Mickaël Furnon du groupe Mickey 3D.

### Gastronomie
- Georges Pralus (1940-2014), chef cuisinier, inventeur de la cuisine sous vide.
- Pierre Gagnaire (1950-), chef cuisinier étoilé.
- Michel Troisgros (1958-), chef cuisinier et restaurateur étoilé, héritier des Frères Troisgros.
- Cédric Grolet (1985-), chef pâtissier, sacré « Meilleur pâtissier du monde ».

### Industriels et ingénieurs
- Charles-François Richard (1772-1851), à l'origine de la fabrication industrielle des tresses et lacets en France.
- Louis-Antoine Beaunier (1779-1835), né en Seine-et-Marne, ingénieur des mines, fondateur de l'école des mineurs de Saint-Étienne, aujourd’hui école nationale supérieure des mines de Saint-Étienne, créateur de la première ligne de chemin de fer en France et d’Europe continentale, de Saint-Étienne à Andrézieux.
- Jean-Claude Verpilleux (1798-1875), industriel et inventeur de locomotives-tender pour la ligne de chemin de fer Saint-Étienne à Lyon, député, maire de Rive-de-Gier où il est né.
- Benoît Fourneyron (1802-1867), élève de l'école des mineurs de Saint-Étienne, industriel, inventeur de la turbine hydraulique et de la conduite forcée.
- Jacob Holtzer (1802-1862), né dans le Bas-Rhin, arriva très jeune dans la Loire, maître de forges à Unieux dont il fut maire et où il est mort.
- Emmanuel-Louis Gruner (1809-1883), ingénieur polytechnicien d’origine suisse, professeur puis directeur de l’École nationale supérieure des mines de Saint-Étienne, il établit la carte géologique du département de la Loire.
- Pierre-Frédéric Dorian (1814-1873), né dans le Doubs, élève de l'école nationale des mines de Saint-Étienne, maître de forges dans la Loire, président du conseil général et député de la Loire.
- Jean-Baptiste Berlier (1841-1911), ingénieur, créateur du réseau de transmission « pneumatique » des cartes-télégrammes à Paris et un des précurseurs du métro parisien.
- Étienne Mimard (1862-1944), né dans l'Yonne, armurier et industriel, cofondateur de la Manufacture Française d'Armes et Cycles de Saint-Étienne (Manufrance).
- Geoffroy Guichard (1867-1940), fondateur du groupe Casino, créateur de l'association sportive du Casino qui deviendra l'Association sportive de Saint-Étienne. Son nom sera donné au stade de l'ASSE.
- André Chapelon (1892-1978), ingénieur mécanicien et concepteur de locomotives à vapeur.
- Pierre Angénieux (1907-1998), ingénieur-opticien et industriel spécialisé dans la conception et la fabrication d'optiques de précision pour le cinéma et la photographie, notamment les zooms et l'optique spatiale.

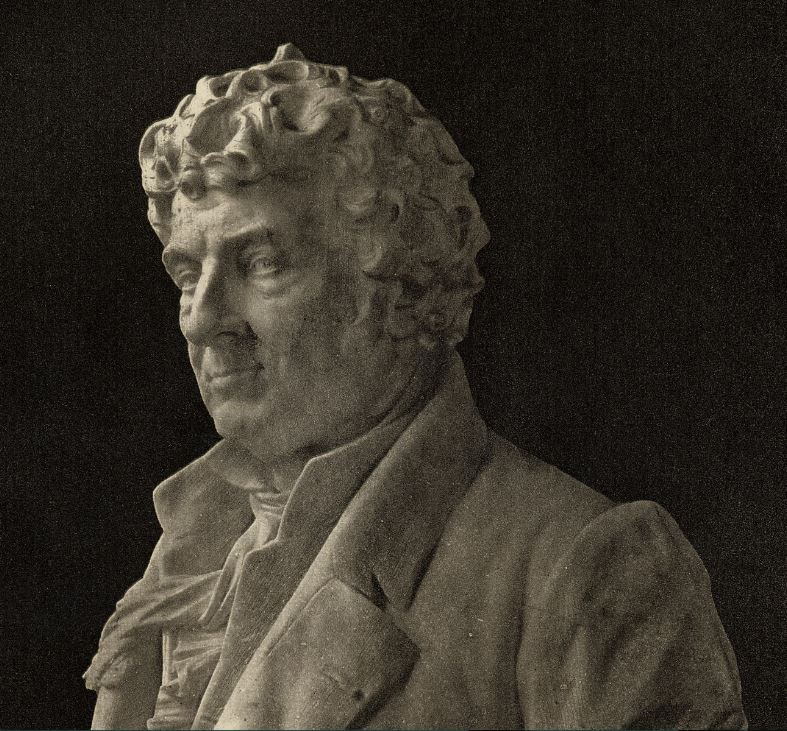
Charles-François Richard, initiateur de l'industrie des tresses et lacets.
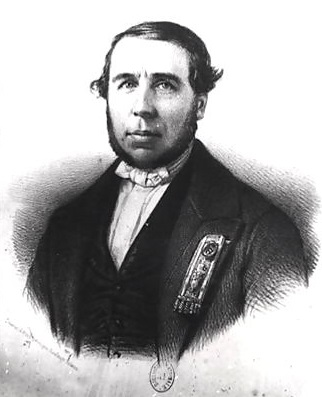
Benoît Fourneyron, inventeur de la turbine hydraulique.
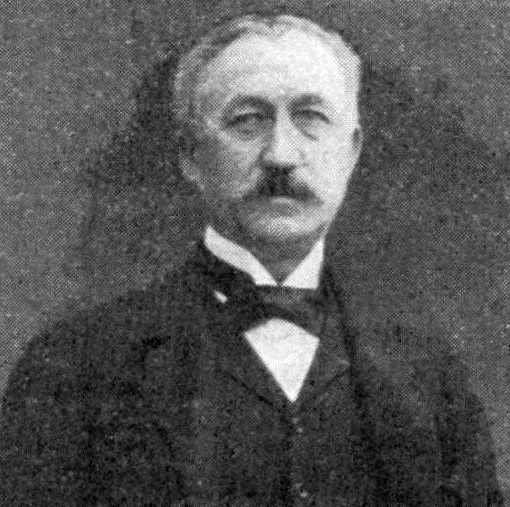
Jean-Baptiste Berlier, inventeur d'une transmission « pneumatique » des télégrammes.
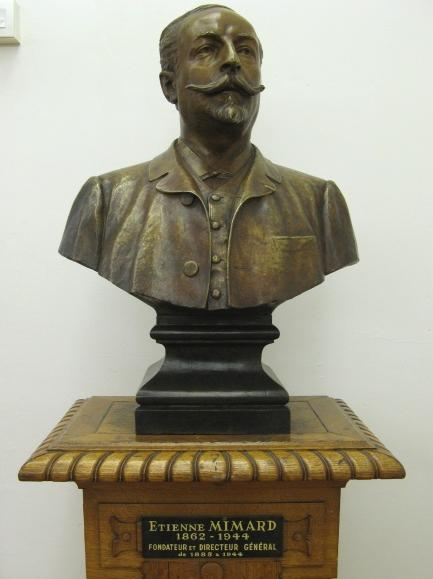
Étienne Mimard, à l'origine de Manufrance.
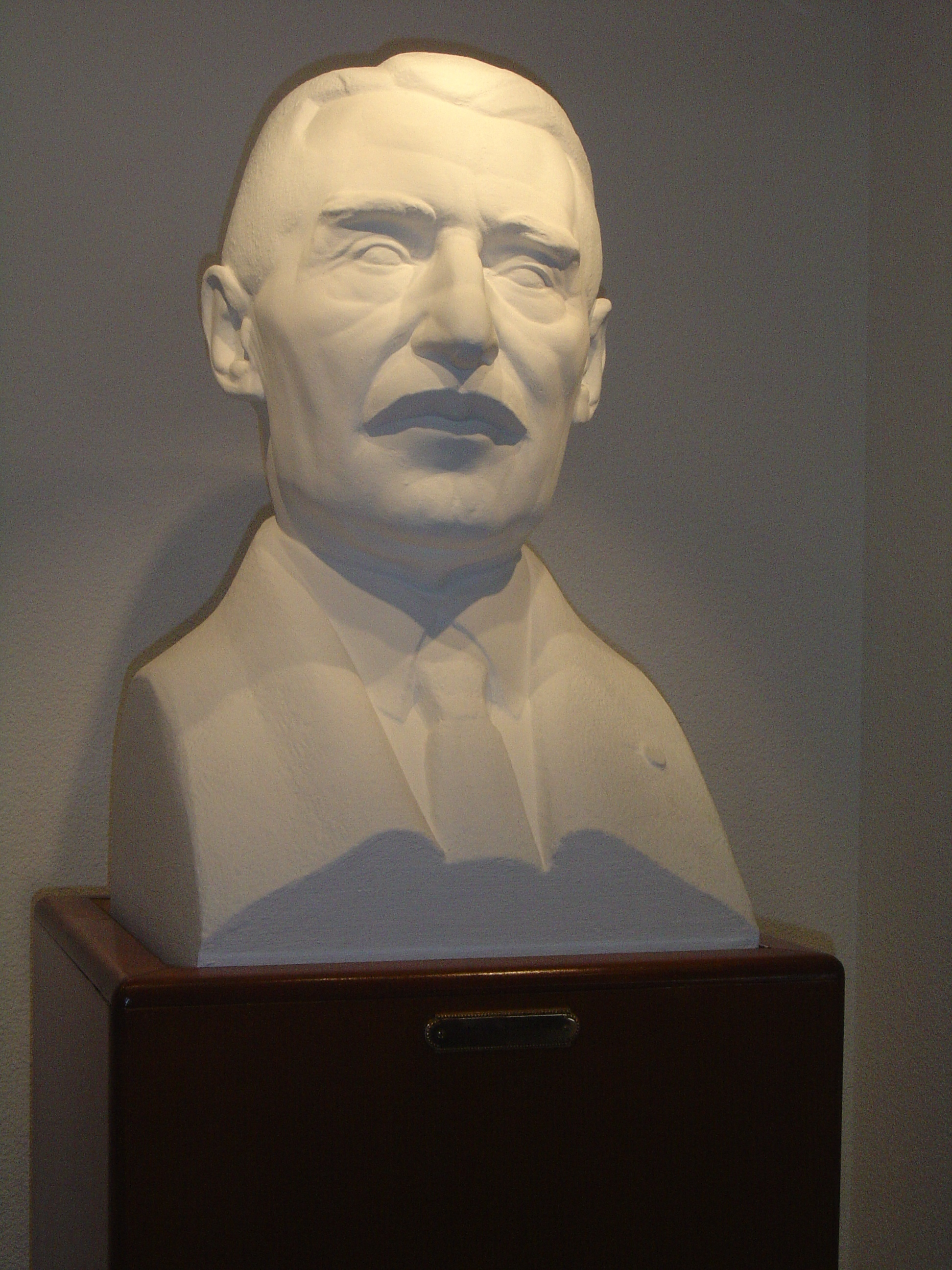
Geoffroy Guichard, fondateur de Casino et de l'ASSE.

### Militaires
- Francisque Durantet (1870-1914), un des soldats fusillés pour l'exemple dans l'affaire des martyrs de Vingré pendant la Première Guerre mondiale. Né à Ambierle.

### Personnalités politiques
- Jean-Baptiste Nompère de Champagny (1756-1834), homme d'État sous Napoléon Ier (ministre de l'Intérieur puis ministre des Affaires étrangères), officier de marine qui prit part à la guerre d'indépendance des États-Unis, député, sénateur, duc de Cadore.
- Duc de Persigny (1808-1872), homme d'État du Second Empire, président du Conseil Général de Loire, ministre et ambassadeur.
- Vicomte Alfred de Meaux (1830-1907), homme d'État de la IIIe République (plusieurs fois ministre de l'Agriculture et du Commerce), député et sénateur de la Loire.
- Michel Rondet (1841-1908), syndicaliste, secrétaire de la Fédération nationale des Mineurs.
- Ferdinand Foch (1851-1929), général puis maréchal de France durant la Seconde Guerre mondiale, il a étudié à l’Externat Saint-Michel, à Saint-Étienne.
- Ravachol (1859-1892), ouvrier et militant anarchiste, coupable de plusieurs délits, assassinats et attentats.
- Antoine Durafour (1876-1932), homme d'État de la IIIe République (ministre du travail), maire de Saint-Étienne, président du Conseil Général et député de la Loire.
- Antoine Pinay (1891-1994), homme d'État des IVe et Ve République (plusieurs fois ministre), né dans le Rhône, a passé une grande partie de sa vie dans la Loire où il est mort.
- Michel Durafour (1920-2017), homme d'État de la Ve République (plusieurs fois ministre), maire de Saint-Étienne, président du Conseil Régional, sénateur et député de la Loire.
- Lucien Neuwirth (1924-2013), président du Conseil Général, député et sénateur de la Loire, connu pour avoir proposé la loi Neuwirth pour l'autorisation de l'utilisation de la contraception orale en 1967.
- Huguette Bouchardeau (1935-), femme d'État (ministre de l'environnement), universitaire et éditrice.
- Jean Auroux (1942-), homme d'État (deux fois ministre), né dans le Rhône, maire de Roanne, député de la Loire, président du groupe socialiste à l'assemblée nationale.

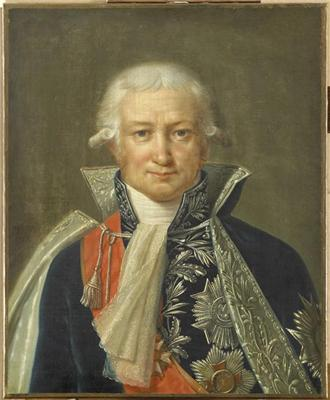
Jean-Baptiste Nompère de Champagny, ministre de Napoléon Ier.
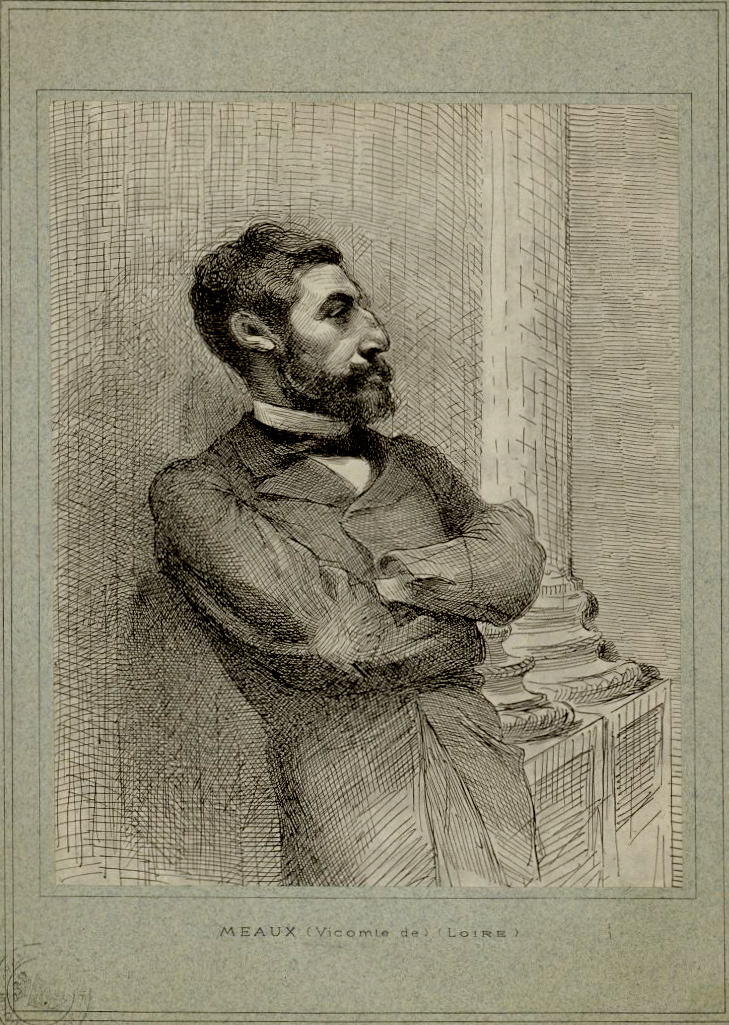
Alfred de Meaux, ministre sous la IIIe République.
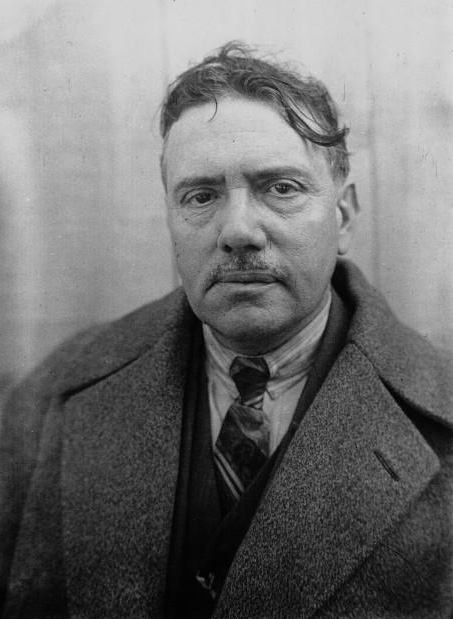
Antoine Durafour, ministre sous la IIIe République.
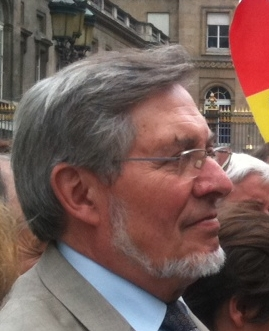
Jean Auroux, ministre sous la Ve République.

### Sportifs
- Édouard Carpentier (1926-2010), gymnaste devenu catcheur français et canadien, puis entraîneur et animateur de télévision au Québec dans cette discipline, résistant décoré.
- Henry's (1931-2013), célèbre funambule.
- Aimé Jacquet (1941-), joueur puis entraîneur de foot, sélectionneur de l'équipe de France championne du monde de football 1998
- Alain Gilles (1945-2014), basketteur, 8 fois champion de France et 2 fois vainqueur de la coupe de France avec l'ASVEL Lyon-Villeurbanne.
- Alain Prost (1955-), quadruple champion du monde des pilotes de Formule 1.
- Cyril Dessel (1974-), coureur cycliste professionnel de 2000 à 2011, vainqueur d'une étape du Tour de France en 2006 et 2008.
- Anne-Sophie Mondière (1979-), judokate française, championne du monde par équipes en 2006 et 2011, et, championne d'Europe par équipes en 2004, 2005 et 2011.
- Jeanne Collonge (1987-), triathlète, championne de France de triathlon longue distance en 2012.
- Alexis Ajinca (1988-), basketteur évoluant dans l'équipe de NBA des Pelicans de La Nouvelle-Orléans.
- Blandine Dancette (1988-), double vice-championne du monde de handball 2011 et 2009, médaille de bronze à l'euro jeune en 2005.
- Guillaume Cizeron (1994-), vice-champion olympique et quadruple champion du monde de danse sur glace avec sa partenaire Gabriella Papadakis.

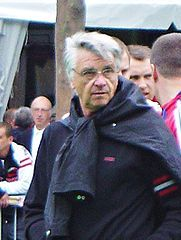
Aimé Jacquet, joueur et entraîneur de football.
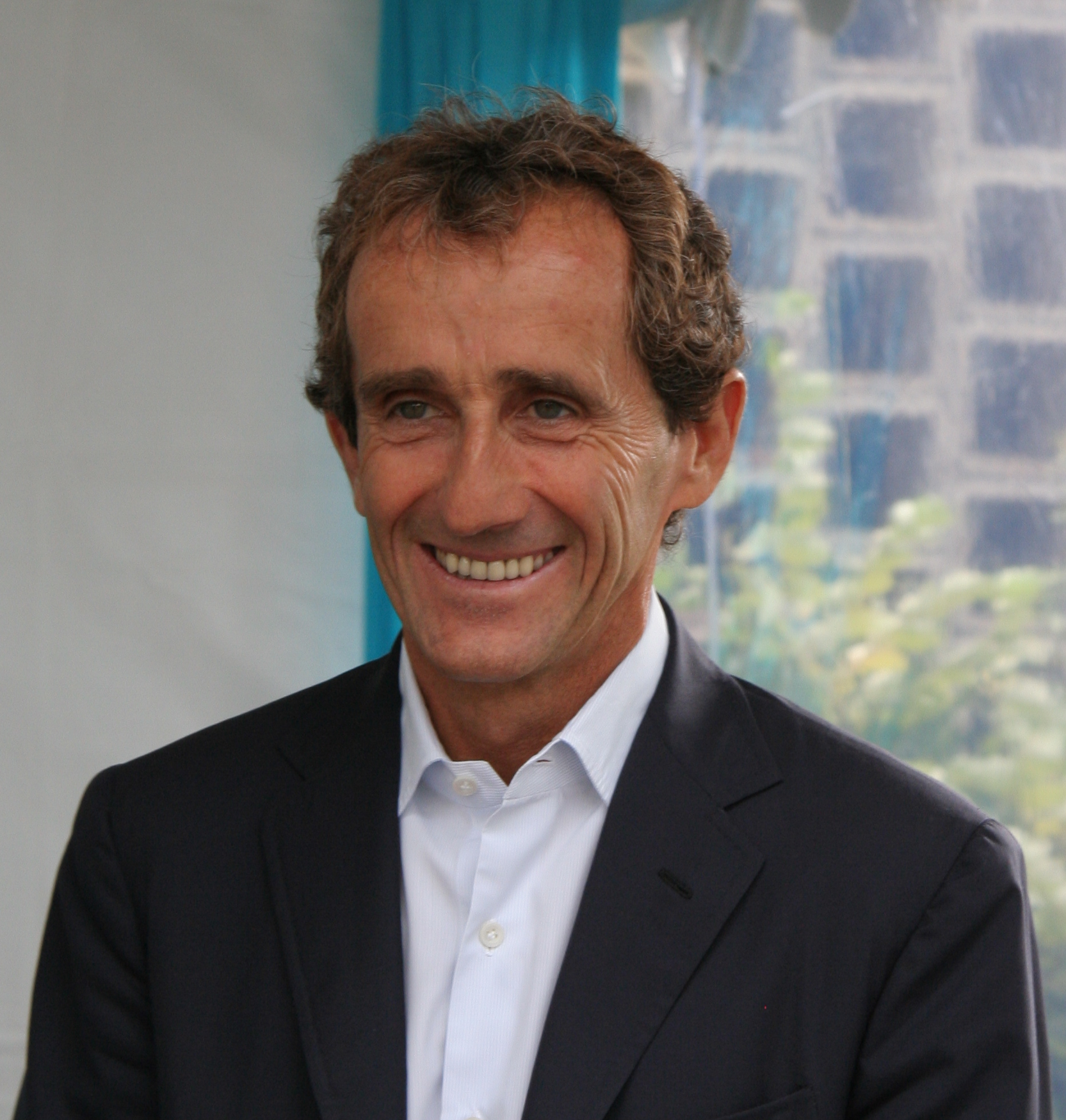
Alain Prost, champion de Formule 1.
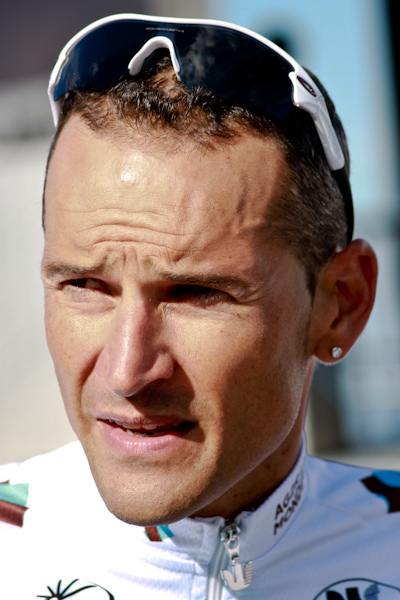
Cyril Dessel, coureur cycliste.
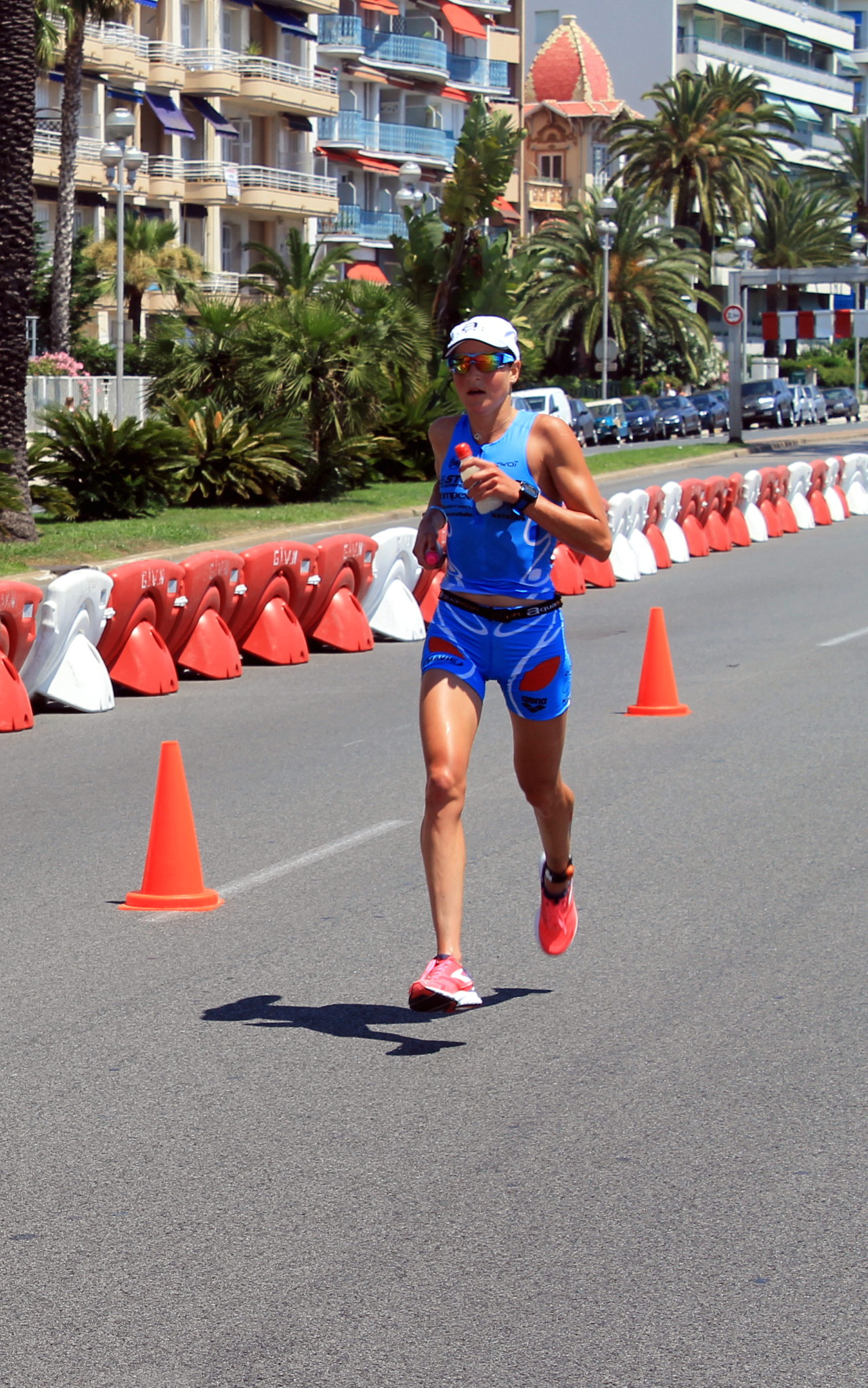
Jeanne Collonge, triathlète.
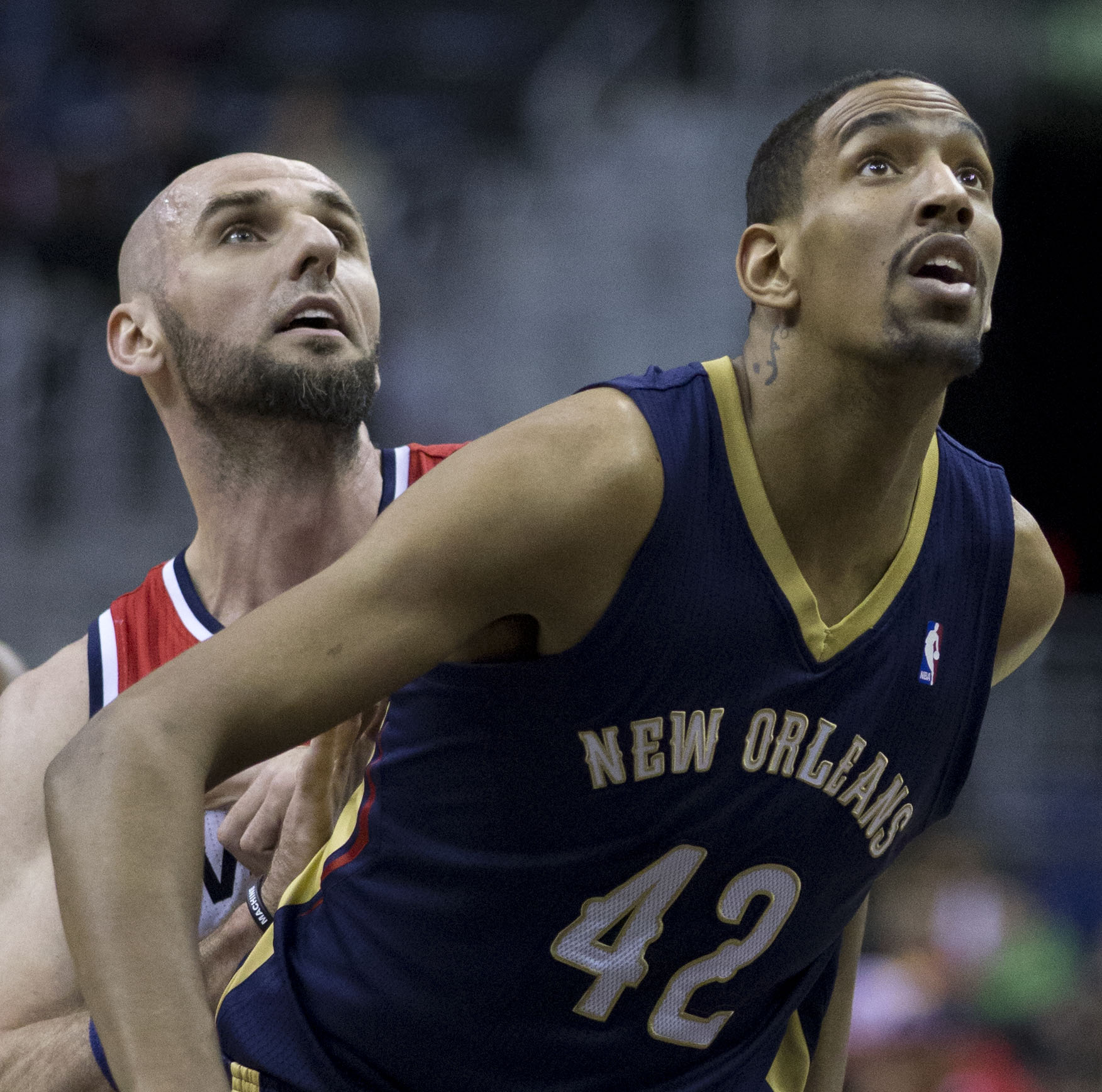
Alexis Ajinca, basketteur de NBA.
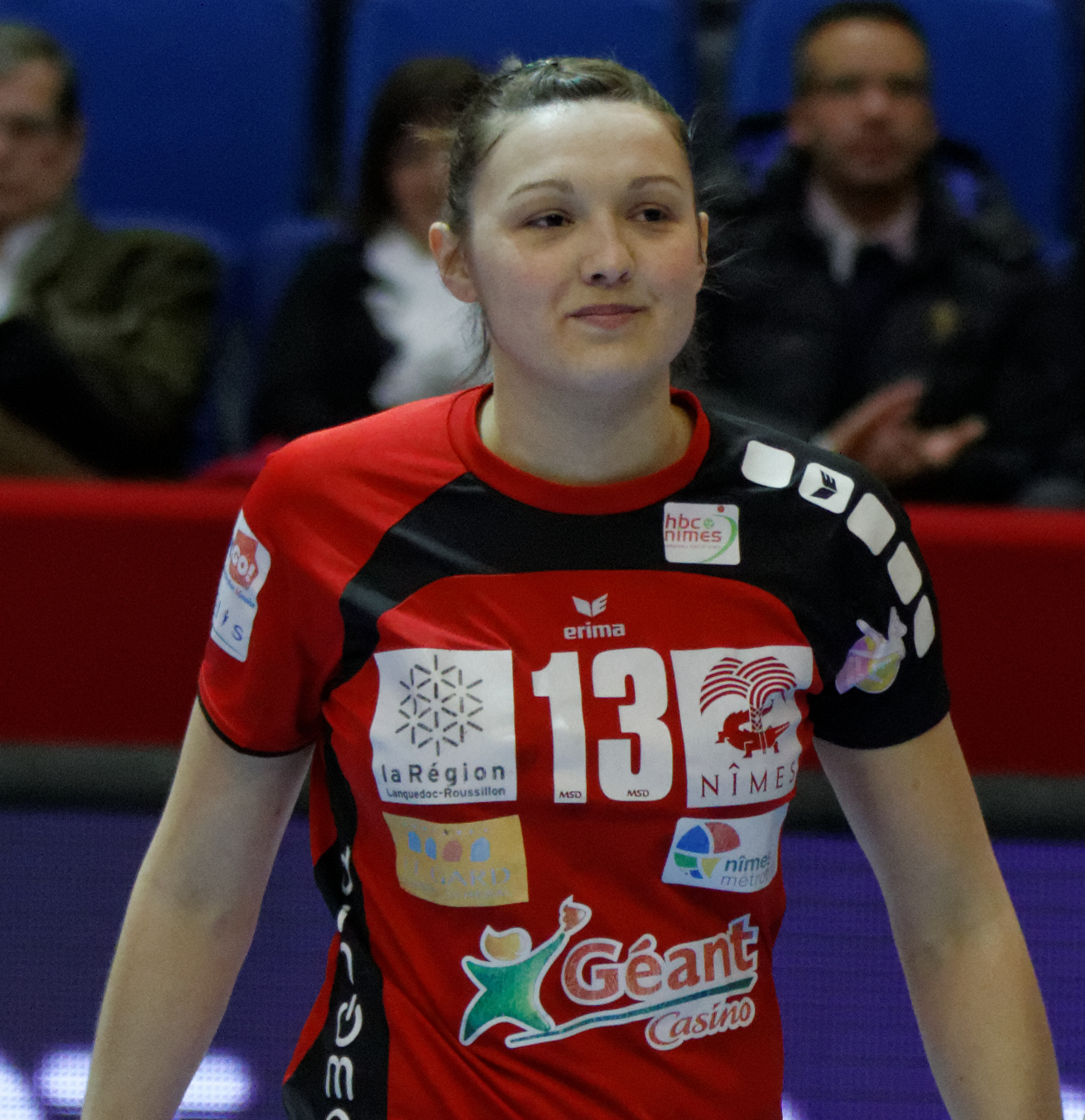
Blandine Dancette, handballeuse.

### Scientifiques et médecins
- Marie-Anne Pierrette Paulze (1758-1836), scientifique, artiste-peintre et illustratrice, épouse et collaboratrice du chimiste Antoine Lavoisier, épouse, en secondes noces, du physicien américain Benjamin Thompson.
- Claude Fauriel (1772-1844), historien, linguiste, critique, érudit, professeur de littérature.
- Félix Thiollier (1842-1914), érudit, historien, archéologue, artiste photographe, collectionneur et éditeur.
- Joseph Déchelette (1862-1914), archéologue et conservateur au Musée des beaux-arts et d'archéologie Joseph-Déchelette de Roanne, mort pour la France.
- Edmond Locard (1877-1966), professeur de médecine légale, fondateur, à Lyon, du premier laboratoire de police scientifique au monde.
- René Leriche (1879-1955), chirurgien et physiologiste, spécialiste de la douleur, de la chirurgie vasculaire et du tronc sympathique. Deux syndromes, une opération et une classification portent son nom.
- François Bourlière (1913-1993), à la fois médecin et écologue. Fondateur et animateur de la gérontologie en France.

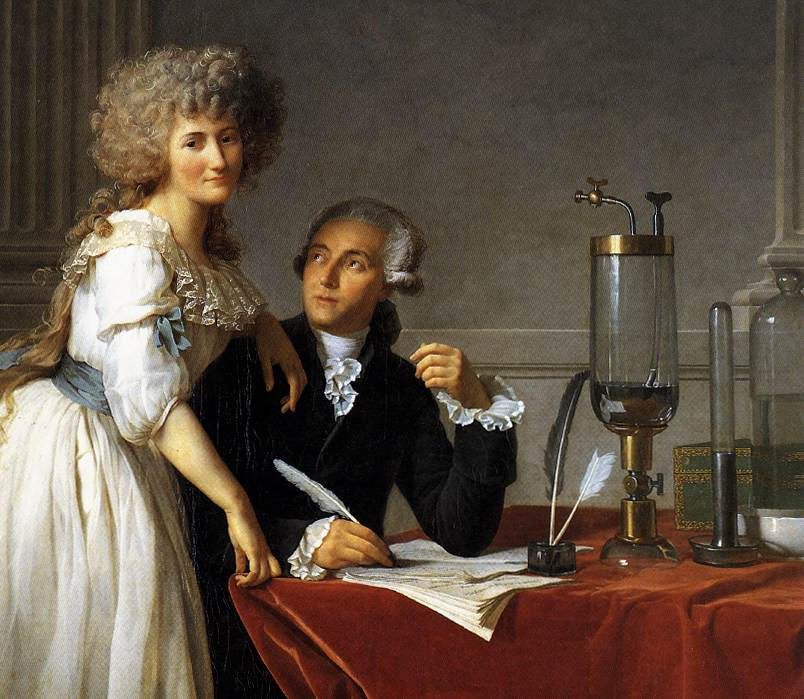
Marie-Anne Pierrette Paulze, scientifique, aux côtés de son époux Antoine Lavoisier.
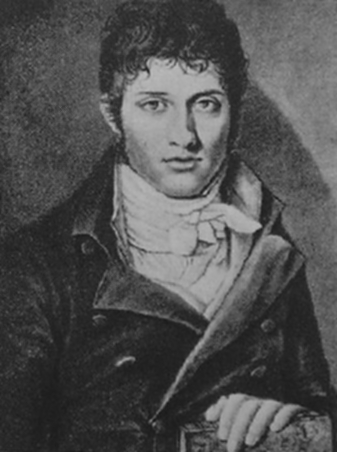
Claude Fauriel, historien, linguiste.
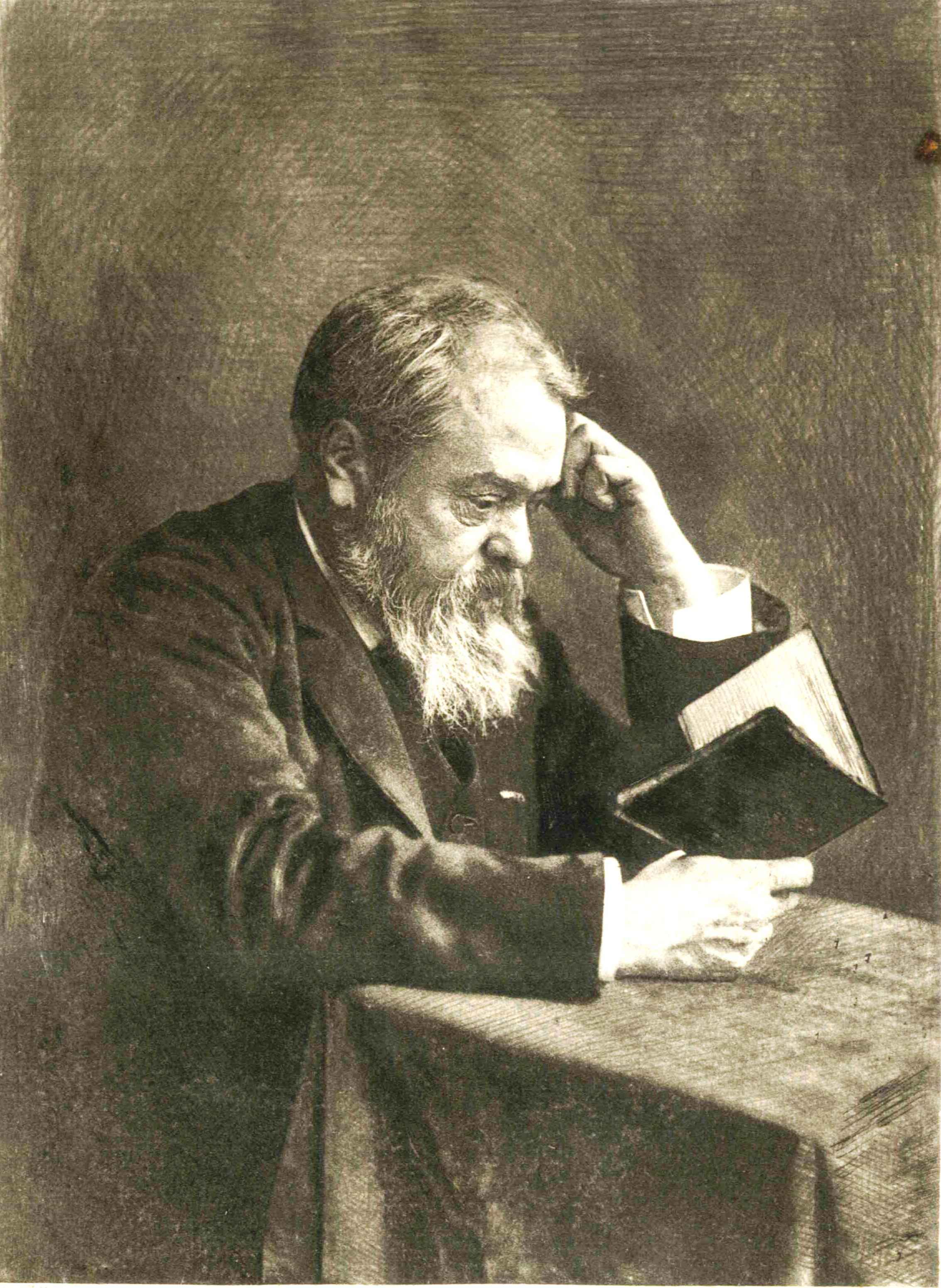
Félix Thiollier, historien, archéologue, photographe.
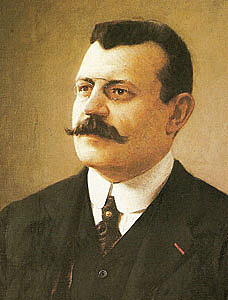
Joseph Déchelette, archéologue, conservateur.
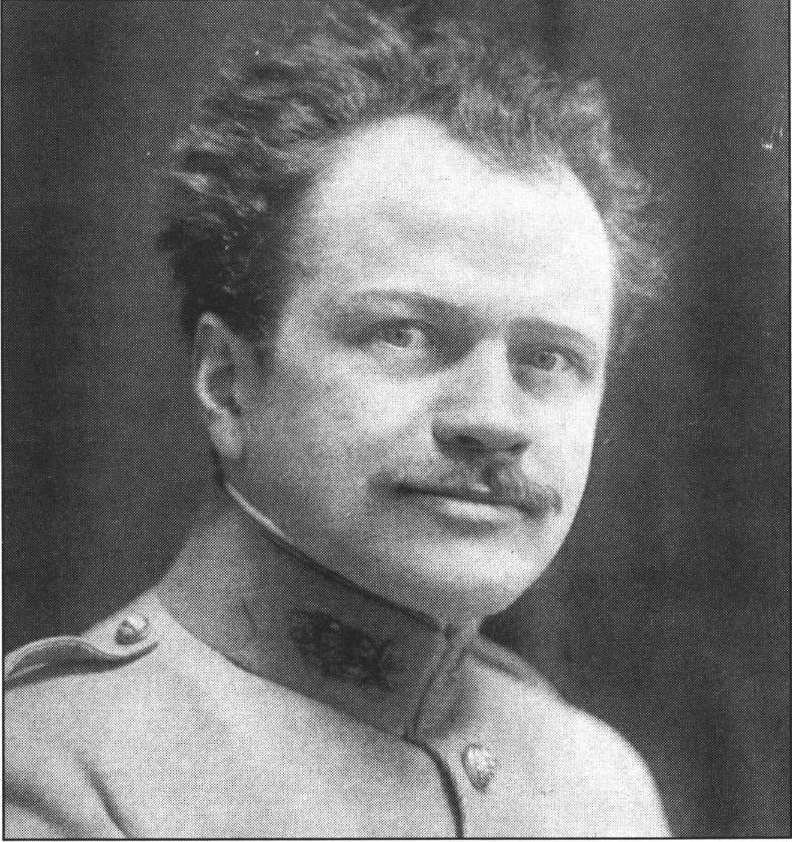
René Leriche, chirurgien et physiologiste.